# Amici di Maria De Filippi (nona edizione, fase iniziale)
La nona edizione del talent show musicale Amici di Maria De Filippi è andata in onda nella sua fase iniziale dal 26 settembre 2009 al 27 marzo 2010 su Canale 5 nella fascia pomeridiana dal lunedì al venerdì dalle 16:15 alle 16:50, il sabato pomeriggio con la puntata speciale in onda dalle 14:10 alle 16:00 con la conduzione di Maria De Filippi. Il programma è andato in diretta dal lunedì al sabato dalle 10:00 alle 18:00 su Premium Extra 2. Dal 28 dicembre Amici è approdato anche sul canale digitale Iris tutti i giorni dalle 20:00 alle 21:00. Da domenica 17 gennaio con la prima puntata in prima serata è iniziata la fase serale di questa edizione.
Alcune delle novità più importanti di quest'edizione sono l'assenza della classe di recitazione (sebbene la materia resti oggetto di studio all'interno della scuola e gli insegnanti di recitazione siano rimasti invariati) e la formazione di una classe di cantanti lirici nella categoria cantanti. Ulteriore novità è l'assegnazione di tre borse di studio di un anno che daranno la possibilità ai ragazzi della categoria dei ballerini di frequentare l'Accademia di José Limon a New York, il Teatro San Carlo di Napoli o il Boston Ballet.
Nuovi ingressi anche per quanto riguarda il corpo insegnanti: Loretta Martinez (insegnante di canto diplomata a Boston), Charlie Rapino (all'anagrafe Charlie Mallozzi, produttore di successi internazionali come Mi Chico Latino di Geri Halliwell, The Rhythm of the Night dei Corona, Sweet Dreams dei La Bouche, What Is Love di Haddaway), Marco Garofalo e Giuseppe Carbone.

## Regolamento
Il regolamento della fase iniziale prevede che i 22 ragazzi, poi diminuiti a 20, suddivisi in due squadre (la squadra del Sole e la squadra della Luna), ogni settimana si affrontino in una serie di sfide tra componenti di squadre opposte al termine di ognuna delle quali la commissione attribuisce la vittoria a una o l'altra squadra. Per le prove che riguardano il canto hanno facoltà di voto anche i discografici i quali hanno anche la possibilità di scegliere 2 alunni a cui sono interessati: la scelta della casa discografica è segreta a meno che non ci sia un cambio di idea o l'eliminazione del concorrente e, nel caso in cui 2 case discografiche scelgano uno stesso alunno, questo ha facoltà di scegliere il progetto discografico più interessante.
La squadra vincente è immune da possibili sfide da parte di sfidanti esterni che vogliono entrare nella scuola. La squadra perdente è invece esposta alla sfida esterna il cui candidato viene stabilito dalla commissione.
Le sfide esterne vengono valutate da un giudice esterno al fine di garantire l'imparzialità di giudizio. Il primo in classifica è immune da ogni sfida anche se componente della squadra perdente.
La commissione può riservarsi anche la possibilità di mettere in sfida altri concorrenti o mettere in discussione il posto nella scuola di uno dei componenti decidendo modi e termini della messa in discussione (tramite una sfida, tramite limite di tempo per dimostrare miglioramenti ecc.).
Il passaggio al serale non avviene più tramite la classifica di gradimento (per cui passa direttamente al serale solamente il primo in classifica) ma tramite un esame di idoneità valutato da una commissione composta per metà da membri esterni e metà da membri interni.

## Corpo docente e concorrenti
| Canto                       | Canto                       | Canto        |                    | Ballo                      | Ballo    | Ballo      |
|                             | Nome                        | Disciplina   |                    |                            | Nome     | Disciplina |
| 1                           | Emma Marrone                | canto        | 5                  | Stefano De Martino         | ballo    |            |
| 2                           | Loredana Errore             | canto        | 6                  | Elena D'Amario             | ballo    |            |
| 3                           | Pierdavide Carone           | cantautorato | 7                  | Rodrigo Almarales Gonzalez | classico |            |
| 4                           | Matteo Macchioni            | canto        | 9                  | Grazia Striano             | classico |            |
| 8                           | Enrico Nigiotti             | cantautorato | 10                 | Michele Barile             | ballo    |            |
| 12                          | Angelo Iossa                | canto        | 11                 | Borana Qirjazi             | classico |            |
| 13                          | Anna Altieri                | canto        | Antonio Sisca      | Antonio Sisca              | ballo    |            |
| 14                          | Davide Flauto               | canto        | Gabriele Manzo     | Gabriele Manzo             | hip hop  |            |
| Arianna Mereu               | Arianna Mereu               | canto        | Nicholas Poggiali  | Nicholas Poggiali          | ballo    |            |
| Stefano "Stefanino" Maiuolo | Stefano "Stefanino" Maiuolo | canto        | Nicolò Marchionni  | Nicolò Marchionni          | ballo    |            |
| Valeria Valente             | Valeria Valente             | canto        | Maddalena Malizia  | Maddalena Malizia          | ballo    |            |
| William Di Lello            | William Di Lello            | canto        | Riccardo Occhilupo | Riccardo Occhilupo         | ballo    |            |
| Januaria Carito             | Januaria Carito             | canto        | Stella Ancona      | Stella Ancona              | ballo    |            |
| Denis Mascia                | Denis Mascia                | canto        | Giorgio Miceli     | Giorgio Miceli             | ballo    |            |
| Rosolino Schillaci          | Rosolino Schillaci          | cantautorato |                    |                            |          |            |

### Commissione
Canto 
- Charlie Rapino, insegnante di canto
- Giuseppe Vessicchio, insegnante di musica e responsabile dell'orchestra nella fase serale
- Grazia Di Michele, insegnante di canto
- Loretta Martinez, insegnante di canto
- Sergio La Stella, insegnante di canto lirico

 Recitazione 
- Patrick Rossi Gastaldi, insegnante di recitazione[1]

 Danza 
- Alessandra Celentano, insegnante di danza classica
- Garrison Rochelle, insegnante di danza moderna
- Cristiano "Kris" Buzzi, insegnante di danza hip-hop[2]
- Steve La Chance, insegnante di danza jazz
- Marco Garofalo, insegnante di danza moderna
- Giuseppe Carbone, insegnante di danza

Altri
- Marco Castellano, insegnante di fitness
- Luca Zanforlin, autore e responsabile della produzione

## Squadre del pomeridiano
| Squadra del Sole            | Squadra del Sole | Squadra del Sole | Squadra della Luna | Squadra della Luna | Squadra della Luna |
| Nome                        | Prof.            | Disciplina       | Nome               | Prof.              | Disciplina         |
| --------------------------- | ---------------- | ---------------- | ------------------ | ------------------ | ------------------ |
| Loredana Errore             | C. Rapino        | canto            | Emma Marrone       | C. Rapino          | canto              |
| Matteo Macchioni            | B. Vessicchio    | canto            | Pierdavide Carone  | G. Di Michele      | cantautorato       |
| Rodrigo Almarales Gonzalez  | A. Celentano     | classico         | Stefano De Martino | Garrison           | ballo              |
| Michele Barile              | Garrison         | ballo            | Elena D'Amario     | S. La Chance       | ballo              |
| Borana Qirjazi              | A. Celentano     | classico         | Enrico Nigiotti    | L. Martinez        | cantautorato       |
| Antonio Sisca               | S. La Chance     | ballo            | Grazia Striano     | M. Villanova       | classico           |
| Arianna Mereu               | L. Martinez      | canto            | Angelo Iossa       | L. Martinez        | canto              |
| Nicholas Poggiali           | S. La Chance     | ballo            | Anna Altieri       | G. Di Michele      | canto              |
| Stefano "Stefanino" Maiuolo | G. Di Michele    | canto            | Davide Flauto      | C. Rapino          | canto              |
| Valeria Valente             | L. Martinez      | canto            | Gabriele Manzo     | Kris               | hip hop            |
| Nicolò Marchionni           | S. La Chance     | ballo            | William Di Lello   | L. Martinez        | canto              |
| Maddalena Malizia           | S. La Chance     | ballo            | Januaria Carito    | G. Di Michele      | canto              |
| Riccardo Occhilupo          | A. Celentano     | ballo            | Stella Ancona      | Garrison           | ballo              |
| Denis Mascia                | L. Martinez      | canto            | Giorgio Miceli     | Kris               | ballo              |
| Rosolino Schillaci          | C. Rapino        | cantautorato     |                    |                    |                    |

## Tabellone delle sfide e delle eliminazioni
Nel tabellone sono indicate, per ogni puntata, l'esito della sfida a squadre, lo sfidante scelto dalla commissione per la sfida esterna e le eventuali eliminazioni.
I simboli  e  indicano rispettivamente la squadra del Sole e della Luna, il punteggio accanto al simbolo sta ad indicare quanti punti il singolo concorrente ha dato alla propria squadra tramite la sua esibizione. Eventuali mezzi punti sono da attribuire a esibizioni svolte in coppia o in gruppo (passi a due, duetti, etc), per cui il punto assegnato viene diviso per merito a entrambi i concorrenti; punti nulli sono da attribuire a pareggi.
Legenda:

     Immune/Accede al serale

     In sfida

     Eliminato/a
 S  Sfidabile

 1  Primo in classifica

 I   Insfidabile
 A  Allievo della settimana

 ♪  Ottiene l'inedito

 D  Banco in discussione
 V  Verifica superata

 V  Verifica non superata

: Ottiene la maglia del serale
|                      |                      | 29/09 SCELTA SQUADRE | 03/10                | 03/10                | 03/10                | 10/10                             | 10/10                             | 17/10                    | 17/10                    | 17/10                    | 24/10                                      | 24/10                            | 31/10                            | 31/10                            |                      | 7/11                 | 7/11                 | 7/11                             | 14/11                            | 14/11                            | 14/11                |                      | 21/11                | 21/11                       | 21/11                       | 28/11                       | 28/11                  | 28/11                  | 5/12                            | 5/12                            | 5/12                            | 12/12                             | 12/12                             | 12/12                             | 19/12                                                               | 19/12                                                               | 19/12                                                               |             | 9/01        | 9/01      | 9/01      |
| PERIODO VERIFICHE #1 | PERIODO VERIFICHE #1 | PERIODO VERIFICHE #1 | PERIODO VERIFICHE #1 | PERIODO VERIFICHE #1 | PERIODO VERIFICHE #1 | 10/10                             | 10/10                             | 17/10                    | 17/10                    | 17/10                    | 24/10                                      | 24/10                            | 31/10                            | 31/10                            | PERIODO VERIFICHE #2 |                      | SQUADRE SERALE       |                                  |                                  |                                  |                      |                      | 21/11                | 21/11                       | 21/11                       | 28/11                       | 28/11                  | 28/11                  | 5/12                            | 5/12                            | 5/12                            | 12/12                             | 12/12                             | 12/12                             | 19/12                                                               | 19/12                                                               | 19/12                                                               |             |             |           |           |
| -------------------- | -------------------- | -------------------- | -------------------- | -------------------- | -------------------- | --------------------------------- | --------------------------------- | ------------------------ | ------------------------ | ------------------------ | ------------------------------------------ | -------------------------------- | -------------------------------- | -------------------------------- | -------------------- | -------------------- | -------------------- | -------------------------------- | -------------------------------- | -------------------------------- | -------------------- | -------------------- | -------------------- | --------------------------- | --------------------------- | --------------------------- | ---------------------- | ---------------------- | ------------------------------- | ------------------------------- | ------------------------------- | --------------------------------- | --------------------------------- | --------------------------------- | ------------------------------------------------------------------- | ------------------------------------------------------------------- | ------------------------------------------------------------------- | ----------- | ----------- | --------- | --------- |
| Vittoria squadre     | Vittoria squadre     |                      | Luna 6 - 1           | Luna 6 - 1           | Luna 6 - 1           | Luna 4 - 2                        | Luna 4 - 2                        | Sole 5 - 3               | Sole 5 - 3               | Sole 5 - 3               | Sole 4 - 3                                 | Sole 4 - 3                       | Sole 4 - 3                       | Sole 4 - 3                       | PERIODO VERIFICHE #2 | Sole 4 - 3           | Sole 4 - 3           | Sole 4 - 3                       | Sole 2 - 1                       | Sole 2 - 1                       | Sole 2 - 1           | Sole 4 - 3           | Sole 4 - 3           | Sole 4 - 3                  | Luna 4 - 3                  | Luna 4 - 3                  | Luna 4 - 3             | Luna 4 - 1             | Luna 4 - 1                      | Luna 4 - 1                      | Luna 4 - 0                      | Luna 4 - 0                        | Luna 4 - 0                        | Sole 1 - 0                        | Sole 1 - 0                                                          | Sole 1 - 0                                                          |                                                                     |             |             |           |           |
|                      | Emma                 |                      | +1                   | +1                   | +1                   | +1                                | ♪                                 | +1                       | +1                       | +1                       |                                            | ♪                                |                                  |                                  | V                    |                      |                      |                                  |                                  |                                  |                      |                      |                      |                             |                             |                             | +0.5                   | +0.5                   | +0.5                            |                                 |                                 |                                   |                                   |                                   |                                                                     | AMMESSA                                                             | Squadra Bianca                                                      |             |             |           |           |
|                      | Loredana             |                      | +1                   | +1                   | S                    | to Cambio in sfida (VS Antonella) | to Cambio in sfida (VS Antonella) | A                        | +1.5                     | ♪                        | +1                                         | ♪                                | +2                               | +2                               | V                    | +1                   | +1                   | +1                               | +1                               | +1                               | +2                   | +2                   | +2                   | +1                          | +1                          | +1                          | +1                     | +1                     | +1                              | +0.5                            | +0.5                            | +0.5                              | +1                                | +1                                | +1                                                                  | AMMESSA                                                             | Squadra Blu                                                         |             |             |           |           |
|                      | Pierdavide           |                      |                      |                      |                      | +1                                | +1                                | +1                       | +1                       | +1                       |                                            |                                  | +1                               | S                                | in sfida (VS Andrea) | in sfida (VS Andrea) | in sfida (VS Andrea) |                                  |                                  |                                  |                      |                      |                      |                             |                             |                             | +0.5                   | +0.5                   | +0.5                            |                                 |                                 |                                   |                                   |                                   |                                                                     | Ammesso                                                             | Squadra Bianca                                                      |             |             |           |           |
|                      | Matteo               |                      | +1                   | +1                   | 1                    | +1                                | 1                                 | A                        | +0.5                     | 1                        | +1                                         | 1                                | +1                               | 1                                | +1                   | +1                   | 1                    | +1                               | +1                               | 1                                | +1                   | +1                   | 1                    | +1                          | +1                          | 1                           | +1                     | +1                     | 1                               | +0.5                            | +0.5                            | 1                                 | +1                                | +1                                | 1                                                                   | Ammesso                                                             | Squadra Blu                                                         |             |             |           |           |
|                      | Stefano              |                      | +1.5                 | +1.5                 | +1.5                 | +1                                | +1                                |                          |                          |                          |                                            |                                  | +1                               | +1                               | +0.5                 | +0.5                 | S                    | in sfida (VS Mirko) +1           | in sfida (VS Mirko) +1           | in sfida (VS Mirko) +1           | +1                   | +1                   | +1                   | +1                          | +1                          | +1                          | +1                     | +1                     | +1                              | +1                              | +1                              | +1                                | in sfida (VS Rodrigo) +0.5        | in sfida (VS Rodrigo) +0.5        | in sfida (VS Rodrigo) +0.5                                          | Ammesso                                                             | Squadra Bianca                                                      |             |             |           |           |
|                      | Elena                |                      | +1.5                 | +1.5                 | +1.5                 | +1                                | +1                                | A                        | +1                       | S                        | in sfida (VS Sabrina)                      | in sfida (VS Sabrina)            | +1                               | +1                               | +1.5                 | +1.5                 | +1.5                 | +1.5                             | +1.5                             | +1.5                             | +1.5                 | +1.5                 | +1.5                 | +1                          | +1                          | +1                          | +1                     | +1                     | +1                              | +1                              | +1                              | +1                                | +0.5                              | +0.5                              | +0.5                                                                | AMMESSA                                                             | Squadra Blu                                                         |             |             |           |           |
|                      | Rodrigo              | non in gara          | non in gara          | non in gara          | non in gara          | non in gara                       | non in gara                       | non in gara              | non in gara              | non in gara              | non in gara                                | non in gara                      | non in gara                      | non in gara                      | non in gara          | non in gara          | non in gara          | non in gara                      | non in gara                      | non in gara                      | non in gara          | non in gara          | non in gara          | non in gara                 | non in gara                 | non in gara                 | non in gara            | non in gara            | non in gara                     | non in gara                     | non in gara                     | non in gara                       | non in gara                       | non in gara                       | in sfida (VS Nicolò, Stefano, Michele, Antonio, Gabriele) New Entry | in sfida (VS Nicolò, Stefano, Michele, Antonio, Gabriele) New Entry | in sfida (VS Nicolò, Stefano, Michele, Antonio, Gabriele) New Entry | Ammesso     | Squadra Blu |           |           |
|                      | Enrico               | Caposquadra          |                      |                      |                      |                                   |                                   |                          |                          |                          | +1                                         | +1                               |                                  |                                  |                      |                      |                      |                                  |                                  | S                                | in sfida (VS Danilo) | in sfida (VS Danilo) | in sfida (VS Danilo) | +1                          | +1                          | +1                          |                        |                        |                                 | +0                              | +0                              | +0                                | +0                                | +0                                | +0                                                                  | Ammesso                                                             | Squadra Blu                                                         |             |             |           |           |
|                      | Grazia               |                      |                      |                      |                      |                                   |                                   |                          |                          |                          | +1                                         | +1                               |                                  | S                                | in sfida (VS Chiara) | in sfida (VS Chiara) | in sfida (VS Chiara) | +0                               | +0                               | +0                               |                      |                      |                      | D                           |                             |                             |                        |                        |                                 |                                 |                                 |                                   |                                   |                                   |                                                                     | AMMESSA                                                             | Squadra Bianca                                                      |             |             |           |           |
|                      | Michele              |                      |                      |                      | S                    | in sfida (VS Marco)               | in sfida (VS Marco)               | +0.5                     | +0.5                     | +0.5                     |                                            |                                  |                                  |                                  |                      |                      |                      |                                  |                                  | S                                | in sfida (VS Flavio) | in sfida (VS Flavio) | in sfida (VS Flavio) | D                           |                             |                             |                        |                        |                                 |                                 |                                 |                                   | in sfida (VS Rodrigo)             | in sfida (VS Rodrigo)             | in sfida (VS Rodrigo)                                               | Ammesso                                                             | Squadra Bianca                                                      |             |             |           |           |
|                      | Borana               |                      | +1                   | +1                   | +1                   | +1                                | S                                 | +0.5                     | +0.5                     | +0.5                     | in sfida (VS Sophie) +1                    | in sfida (VS Sophie) +1          |                                  |                                  |                      |                      |                      | +1                               | +1                               | +1                               | +1                   | +1                   | +1                   | +1,5                        | +1,5                        | +1,5                        | +0.5                   | +0.5                   | +0.5                            | in sfida (VS Adriana)           | in sfida (VS Adriana)           | in sfida (VS Adriana)             |                                   |                                   |                                                                     | AMMESSA                                                             | Squadra Blu                                                         |             |             |           |           |
|                      | Angelo               | non in gara          | non in gara          | non in gara          | non in gara          | non in gara                       | non in gara                       | non in gara              | non in gara              | non in gara              | non in gara                                | non in gara                      | non in gara                      | non in gara                      | non in gara          | non in gara          | non in gara          | non in gara                      | non in gara                      | non in gara                      | non in gara          | non in gara          | non in gara          | non in gara                 | non in gara                 | non in gara                 | non in gara            | non in gara            | in sfida (VS William) New Entry | in sfida (VS William) New Entry | in sfida (VS William) New Entry | +1                                | +1                                | +1                                |                                                                     |                                                                     |                                                                     | Ammesso     | Squadra Blu |           |           |
|                      | Anna                 | non in gara          | non in gara          | non in gara          | non in gara          | non in gara                       | non in gara                       | non in gara              | non in gara              | non in gara              | non in gara                                | non in gara                      | in sfida (VS Januaria) New Entry | in sfida (VS Januaria) New Entry | +1                   | +1                   | +1                   | +1                               | +1                               | +1                               |                      |                      | S                    | in sfida (VS Mariangela) +1 | in sfida (VS Mariangela) +1 | in sfida (VS Mariangela) +1 | +1                     | +1                     | +1                              | +1                              | +1                              | +1                                |                                   |                                   |                                                                     | AMMESSA                                                             | Squadra Bianca                                                      |             |             |           |           |
|                      | Davide               |                      | +1                   | +1                   | +1                   |                                   |                                   |                          |                          |                          |                                            | D                                |                                  |                                  |                      |                      |                      |                                  |                                  |                                  | +1                   | +1                   | +1                   |                             |                             |                             |                        |                        |                                 |                                 |                                 |                                   |                                   |                                   |                                                                     | Ammesso                                                             | Squadra Bianca                                                      |             |             |           |           |
|                      | Antonio              | non in gara          | non in gara          | non in gara          | non in gara          | non in gara                       | non in gara                       | non in gara              | non in gara              | non in gara              | non in gara                                | non in gara                      | non in gara                      | non in gara                      |                      |                      |                      | in sfida (VS Riccardo) New Entry | in sfida (VS Riccardo) New Entry | in sfida (VS Riccardo) New Entry | +1                   | +1                   | +1                   | +0.5                        | +0.5                        | +0.5                        |                        |                        |                                 |                                 |                                 |                                   | in sfida (VS Rodrigo) +0          | in sfida (VS Rodrigo) +0          | in sfida (VS Rodrigo) +0                                            | NON Ammesso                                                         | Eliminato                                                           |             |             |           |           |
|                      | Arianna              |                      |                      |                      |                      |                                   | ♪                                 |                          |                          |                          |                                            |                                  | +1                               | +1                               |                      |                      |                      |                                  |                                  |                                  |                      |                      |                      |                             |                             | S                           | in sfida (VS Stefania) | in sfida (VS Stefania) | in sfida (VS Stefania)          |                                 |                                 |                                   |                                   |                                   |                                                                     | NON AMMESSA                                                         | ELIMINATA                                                           |             |             |           |           |
|                      | Gabriele             | non in gara          | non in gara          | non in gara          | non in gara          | non in gara                       | non in gara                       | non in gara              | non in gara              | non in gara              | sfida d'ingresso (Banco hip-hop) New Entry | A                                | +1                               | +1                               | +0.5                 | +0.5                 | +0.5                 |                                  |                                  |                                  | +0.5                 | +0.5                 | +0.5                 | D                           |                             |                             |                        |                        | S                               | in sfida (VS Chiara)            | in sfida (VS Chiara)            | in sfida (VS Chiara)              | in sfida (VS Rodrigo) +0          | in sfida (VS Rodrigo) +0          | in sfida (VS Rodrigo) +0                                            | NON Ammesso                                                         | Eliminato                                                           |             |             |           |           |
|                      | Nicholas             | non in gara          | non in gara          | non in gara          | non in gara          | non in gara                       | non in gara                       | non in gara              | non in gara              | non in gara              | non in gara                                | non in gara                      | non in gara                      | non in gara                      | non in gara          | non in gara          | non in gara          | non in gara                      | non in gara                      | non in gara                      | non in gara          | non in gara          | non in gara          | non in gara                 | non in gara                 | non in gara                 | non in gara            | non in gara            | non in gara                     | non in gara                     | non in gara                     | in sfida (VS Maddalena) New Entry | in sfida (VS Maddalena) New Entry | in sfida (VS Maddalena) New Entry |                                                                     |                                                                     |                                                                     | NON Ammesso | Eliminato   |           |           |
|                      | Stefanino            | non in gara          | non in gara          | non in gara          | non in gara          | non in gara                       | non in gara                       | non in gara              | non in gara              | non in gara              | in sfida (VS Rosolino) New Entry           | in sfida (VS Rosolino) New Entry |                                  |                                  |                      |                      | V                    | +1                               | +1                               | +1                               |                      |                      |                      |                             |                             |                             |                        |                        |                                 | +0                              | +0                              | +0                                |                                   |                                   |                                                                     | NON Ammesso                                                         | Eliminato                                                           |             |             |           |           |
|                      | Valeria              | Caposquadra          | A                    | +1                   | +1                   |                                   |                                   | +1                       | +1                       | +1                       | +1                                         | ♪                                |                                  |                                  |                      | +1                   | +1                   | +1                               |                                  |                                  |                      |                      |                      |                             |                             |                             |                        |                        |                                 |                                 |                                 |                                   |                                   |                                   |                                                                     |                                                                     | NON AMMESSA                                                         | ELIMINATA   |             |           |           |
|                      | Nicolò               |                      | A                    |                      |                      | to Cambio                         | to Cambio                         | +2.25                    | +2.25                    | +2.25                    | +0.45                                      | +0.45                            |                                  |                                  | +1                   | +1                   | +1                   | +0                               | +0                               | +0                               | +0.25                | +0.25                | +0.25                | D                           |                             |                             |                        |                        |                                 |                                 |                                 | S                                 | in sfida (VS Rodrigo)             | in sfida (VS Rodrigo)             | in sfida (VS Rodrigo)                                               | Eliminato                                                           | Eliminato                                                           | Eliminato   | Eliminato   |           |           |
|                      | Maddalena            |                      |                      |                      |                      |                                   | A                                 | +0.25                    | +0.25                    | D                        | +0.45                                      | +0.45                            | +1                               | +1                               |                      |                      |                      | +0                               | +0                               | +0                               | +0.25                | +0.25                | +0.25                | D                           | +0.25                       | +0.25                       |                        |                        |                                 | D                               | in sfida (VS Nicholas)          | in sfida (VS Nicholas)            | Eliminata                         | Eliminata                         | Eliminata                                                           | Eliminata                                                           | Eliminata                                                           | Eliminata   | Eliminata   |           |           |
|                      | William              |                      |                      |                      |                      | to Cambio                         | to Cambio                         |                          |                          |                          | +1                                         | ♪                                |                                  |                                  |                      |                      |                      | V                                | +1                               | S                                | in sfida (VS Silvio) | in sfida (VS Silvio) | in sfida (VS Silvio) |                             |                             |                             | S                      | in sfida (VS Angelo)   | in sfida (VS Angelo)            | Eliminato                       | Eliminato                       | Eliminato                         | Eliminato                         | Eliminato                         | Eliminato                                                           | Eliminato                                                           | Eliminato                                                           | Eliminato   | Eliminato   |           |           |
|                      | Riccardo             |                      |                      |                      |                      | +1                                | +1                                | +0.25                    | +0.25                    | +0.25                    | +0.2                                       | +0.2                             |                                  |                                  | V                    |                      | S                    | in sfida (VS Antonio)            | in sfida (VS Antonio)            | in sfida (VS Antonio)            | Eliminato            | Eliminato            | Eliminato            | Eliminato                   | Eliminato                   | Eliminato                   | Eliminato              | Eliminato              | Eliminato                       | Eliminato                       | Eliminato                       | Eliminato                         | Eliminato                         | Eliminato                         | Eliminato                                                           | Eliminato                                                           | Eliminato                                                           | Eliminato   | Eliminato   | Eliminato |           |
|                      | Januaria             |                      |                      |                      |                      |                                   |                                   |                          |                          |                          |                                            | S                                | in sfida (VS Anna)               | in sfida (VS Anna)               | Eliminata            | Eliminata            | Eliminata            | Eliminata                        | Eliminata                        | Eliminata                        | Eliminata            | Eliminata            | Eliminata            | Eliminata                   | Eliminata                   | Eliminata                   | Eliminata              | Eliminata              | Eliminata                       | Eliminata                       | Eliminata                       | Eliminata                         | Eliminata                         | Eliminata                         | Eliminata                                                           | Eliminata                                                           | Eliminata                                                           | Eliminata   | Eliminata   | Eliminata | Eliminata |
|                      | Denis                |                      |                      |                      |                      |                                   |                                   |                          |                          |                          |                                            | D                                | Eliminato                        | Eliminato                        | Eliminato            | Eliminato            | Eliminato            | Eliminato                        | Eliminato                        | Eliminato                        | Eliminato            | Eliminato            | Eliminato            | Eliminato                   | Eliminato                   | Eliminato                   | Eliminato              | Eliminato              | Eliminato                       | Eliminato                       | Eliminato                       | Eliminato                         | Eliminato                         | Eliminato                         | Eliminato                                                           | Eliminato                                                           | Eliminato                                                           | Eliminato   | Eliminato   | Eliminato | Eliminato |
|                      | Stella               |                      |                      |                      |                      | +0.2                              | +0.2                              |                          |                          |                          |                                            | D                                | Eliminata                        | Eliminata                        | Eliminata            | Eliminata            | Eliminata            | Eliminata                        | Eliminata                        | Eliminata                        | Eliminata            | Eliminata            | Eliminata            | Eliminata                   | Eliminata                   | Eliminata                   | Eliminata              | Eliminata              | Eliminata                       | Eliminata                       | Eliminata                       | Eliminata                         | Eliminata                         | Eliminata                         | Eliminata                                                           | Eliminata                                                           | Eliminata                                                           | Eliminata   | Eliminata   | Eliminata | Eliminata |
|                      | Giorgio              |                      |                      |                      |                      | to Cambio +0.2                    | to Cambio +0.2                    |                          |                          | D                        | Eliminato                                  | Eliminato                        | Eliminato                        | Eliminato                        | Eliminato            | Eliminato            | Eliminato            | Eliminato                        | Eliminato                        | Eliminato                        | Eliminato            | Eliminato            | Eliminato            | Eliminato                   | Eliminato                   | Eliminato                   | Eliminato              | Eliminato              | Eliminato                       | Eliminato                       | Eliminato                       | Eliminato                         | Eliminato                         | Eliminato                         | Eliminato                                                           | Eliminato                                                           | Eliminato                                                           | Eliminato   | Eliminato   | Eliminato | Eliminato |
|                      | Rosolino             |                      | +1                   | +1                   | +1                   |                                   | S                                 | in sfida (VS Stefano M.) | in sfida (VS Stefano M.) | in sfida (VS Stefano M.) | Eliminato                                  | Eliminato                        | Eliminato                        | Eliminato                        | Eliminato            | Eliminato            | Eliminato            | Eliminato                        | Eliminato                        | Eliminato                        | Eliminato            | Eliminato            | Eliminato            | Eliminato                   | Eliminato                   | Eliminato                   | Eliminato              | Eliminato              | Eliminato                       | Eliminato                       | Eliminato                       | Eliminato                         | Eliminato                         | Eliminato                         | Eliminato                                                           | Eliminato                                                           | Eliminato                                                           | Eliminato   | Eliminato   | Eliminato | Eliminato |

## Settimane

### Settimana 1

#### 1ª puntata
Con la puntata di sabato 26 settembre 2009 si è formata la nuova classe composta di 22 alunni e suddivisi in 8 cantanti, 2 cantautori, 1 cantante lirico, 1 musicista cantautore, 8 ballerini e 2 ballerine classiche. 
Come nelle precedenti edizioni la classe è stata suddivisa in due squadre, Sole e Luna, composte entrambe da 11 elementi e capitanate rispettivamente dalla cantante Valeria Valente e dal musicista cantautore Enrico Nigiotti.
| Squadra del Sole   | Squadra del Sole | Squadra della Luna | Squadra della Luna |
| Capitani           | Capitani         | Capitani           | Capitani           |
| Nome               | Disciplina       | Nome               | Disciplina         |
| ------------------ | ---------------- | ------------------ | ------------------ |
| Valeria Valente    | canto            | Enrico Nigiotti    | cantautorato       |
| Concorrenti        |                  |                    |                    |
| Nome               | Disciplina       | Nome               | Disciplina         |
| Arianna Mereu      | canto            | Davide Flauto      | canto              |
| Borana Qirjazi     | classico         | Elena D'Amario     | ballo              |
| Denis Mascia       | canto            | Emma Marrone       | canto              |
| Giorgio Miceli     | ballo            | Grazia Striano     | classico           |
| Maddalena Malizia  | ballo            | Januaria Carito    | canto              |
| Matteo Macchioni   | ballo            | Loredana Errore    | canto              |
| Michele Barile     | ballo            | Nicolò Marchionni  | ballo              |
| Riccardo Occhilupo | ballo            | Pierdavide Carone  | cantautorato       |
| Rosolino Schillaci | cantautorato     | Stefano De Martino | canto              |
| William Di Lello   | canto            | Stella Ancona      | ballo              |

La commissione, come da regolamento, al termine della prima settimana ha assegnato la nomina di "allievo della settimana" alla cantante Valeria e al ballerino Nicolò.

### Settimana 2

#### 2ª puntata
Durante la puntata di sabato 3 ottobre 2009 si è svolta la prima sfida a squadre che ha visto vincitrice la squadra della Luna con un punteggio di 5 a 2.

Alla votazione per le esibizioni hanno preso parte i seguenti insegnanti e i seguenti discografici:
Canto
- Charlie Rapino
- Giuseppe Vessicchio
- Loretta Martinez
- Grazia Di Michele

Discografici
- Rudy Zerbi - Sony Music
- Marco Alboni - EMI
- Stefano Senardi - Sugar Music
- Marcello Balestra - Warner Music
- Alessandro Massara - Universal Music

Ballo
- Alessandra Celentano
- Giuseppe Carbone
- Kris
- Garrison Rochelle
- Steve La Chance
- Hans Camille Vancol (esterno)
- Marco Garofalo (esterno)

| PROVA    | SQUADRA DEL SOLE                      | SQUADRA DEL SOLE                           | PUNTI                  | PUNTI                  | SQUADRA DELLA LUNA     | SQUADRA DELLA LUNA                         |
| -------- | ------------------------------------- | ------------------------------------------ | ---------------------- | ---------------------- | ---------------------- | ------------------------------------------ |
| I        | Valeria                               | Comparata CANTO I maschi                   | 1                      | 0                      | Emma                   | Comparata CANTO I maschi                   |
| VOTI     | 3 + 3                                 | 3 + 3                                      | 1                      | 0                      | 3 + 2                  | 3 + 2                                      |
| II       | Riccardo                              | Comparata BALLO That's not my name         | 0                      | 1                      | Stefano                | Comparata BALLO That's not my name         |
| VOTI     | 2 + 1                                 | 2 + 1                                      | 0                      | 1                      | 3 + 1                  | 3 + 1                                      |
| III      | William                               | Desperado                                  | 0                      | 1                      | Davide                 | Monsoon                                    |
| VOTI     | 4 + 0                                 | 4 + 0                                      | 0                      | 1                      | 1 + 5                  | 1 + 5                                      |
| IV       | Denis                                 | Comparata CANTO Killing me softly          | 0                      | 1                      | Loredana               | Comparata CANTO Killing me softly          |
| VOTI     | 1 + 0                                 | 1 + 0                                      | 0                      | 1                      | 5 + 5                  | 5 + 5                                      |
| V        | Maddalena                             | Comparata BALLO Please don't stop the rain | 0                      | 1                      | Elena                  | Comparata BALLO Please don't stop the rain |
| VOTI     | 0                                     | 0                                          | 0                      | 1                      | 5 + 2                  | 5 + 2                                      |
| VI       | Matteo                                | Nessun dorma                               | 1                      | 0                      | Enrico                 | Tu non farlo                               |
| VOTI     | 5 + 4                                 | 5 + 4                                      | 1                      | 0                      | 1 + 1                  | 1 + 1                                      |
| VII      | Michele e Maddalena                   | Comparata BALLO She wolf                   | 0                      | 1                      | Stefano ed Elena       | Comparata BALLO She wolf                   |
| VOTI     | 0                                     | 0                                          | 0                      | 1                      | 5 + 2                  | 5 + 2                                      |
| VITTORIA | SQUADRA DELLA LUNA 5-2                | SQUADRA DELLA LUNA 5-2                     | SQUADRA DELLA LUNA 5-2 | SQUADRA DELLA LUNA 5-2 | SQUADRA DELLA LUNA 5-2 | SQUADRA DELLA LUNA 5-2                     |
| VITTORIA | IN SFIDA IMMEDIATA: MICHELE, LOREDANA |                                            |                        |                        |                        |                                            |

In quanto squadra perdente, la squadra del Sole è risultata sfidabile e la commissione ha deciso di mandare in sfida il ballerino Michele. 
Come nelle edizioni precedenti è stata annunciata la sfida per gli inediti per tutti i cantanti e il cui esito è stabilito dalla casa discografica che ha proposto l'inedito: il primo inedito intitolato "Davvero" è stato proposto da Rudy Zerbi ed è stato conteso tra le cantanti Emma e Arianna.
La commissione ha preso provvedimenti riguardo alla discussione avuta tra il cantante Davide e l'insegnante Alessandra Celentano durante la prima settimana e ha stabilito una sospensione di tre giorni per l'alunno.
Visto l'esito della prima sfida a squadre e dopo aver confrontato i voti ottenuti dagli alunni durante la prima settimana, la commissione ha deciso di riequilibrare le squadre proponendo due scambi:
- Il cantante William è passato alla squadra della Luna al posto della cantante Loredana che è passata alla squadra del Sole.
- Il ballerino Giorgio è passato alla squadra della Luna al posto del ballerino Nicolò che è passato alla squadra del Sole.

La commissione, come da regolamento, al termine della seconda settimana ha assegnato la nomina di "allievo della settimana" alla ballerina Maddalena.

#### Daytime
Durante la seconda settimana si sono svolte anche le sfide di Michele e Loredana.
| PROVA                                  | MICHELE                            | MARCO                              |
| Commissario esterno: André De La Roche |                                    |                                    |
| I                                      | Comparata BALLO I know you want me | Comparata BALLO I know you want me |
| II                                     | Comparata BALLO Heavy cross        | Comparata BALLO Heavy cross        |
| III                                    | Cavallo di battaglia               | Cavallo di battaglia               |
| IV                                     | Cavallo di battaglia               | Cavallo di battaglia               |
| VITTORIA                               | MICHELE                            | MARCO                              |

| PROVA                             | LOREDANA                    | ANTONELLA                   |
| Commissario esterno: Luca Dondoni |                             |                             |
| I                                 | Cavallo di battaglia        | Cavallo di battaglia        |
| II                                | Comparata CANTO Sally       | Comparata CANTO Sally       |
| III                               | Cavallo di battaglia        | Cavallo di battaglia        |
| IV                                | Comparata CANTO Come saprei | Comparata CANTO Come saprei |
| VITTORIA                          | LOREDANA                    | ANTONELLA                   |

### Settimana 3

#### 3ª puntata
Durante la puntata di sabato 10 ottobre 2009 si è svolta la seconda sfida a squadre che ha visto vincitrice la squadra della Luna con un punteggio di 4 a 2.
Alla votazione per le esibizioni hanno preso parte i seguenti insegnanti e i seguenti discografici:
Canto
- Charlie Rapino
- Giuseppe Vessicchio
- Loretta Martinez
- Grazia Di Michele

Discografici
- Rudy Zerbi - Sony Music
- Marco Alboni - EMI
- Stefano Senardi - Sugar Music
- Marcello Balestra - Warner Music
- Alessandro Massara - Universal Music

Ballo
- Alessandra Celentano
- Giuseppe Carbone
- Kris
- Garrison Rochelle
- Steve La Chance
- Marco Garofalo (esterno)

Per la sfida sono state proposte le seguenti prove:
|           | 1ª prova: Ballo | 1ª prova: Ballo                    | 1ª prova: Ballo                    | 2ª prova: Canto | 2ª prova: Canto                                   | 2ª prova: Canto                                   | 3ª prova: Ballo | 3ª prova: Ballo                 | 3ª prova: Ballo                 | 4ª prova: Canto | 4ª prova: Canto                                    | 4ª prova: Canto                                    | 5ª prova: Ballo | 5ª prova: Ballo                  | 5ª prova: Ballo                  | 6ª prova: Inedito | 6ª prova: Inedito | 6ª prova: Inedito |
| Oggetto:  |                 | Passo a 2 "Rock steady" (Garrison) | Passo a 2 "Rock steady" (Garrison) |                 | Jenny - Pierdavide Il senso delle cose - Rosolino | Jenny - Pierdavide Il senso delle cose - Rosolino |                 | Assolo "Celebration" (Garrison) | Assolo "Celebration" (Garrison) |                 | Me e la musica - Enrico La donna è mobile - Matteo | Me e la musica - Enrico La donna è mobile - Matteo |                 | Variazione "Paquita" (Celentano) | Variazione "Paquita" (Celentano) |                   | Davvero           | Davvero           |
| Sfidanti: | RICCARDO        | Stella                             | PIERDAVIDE                         | Rosolino        | Maddalena                                         | Elena                                             | Enrico          | Matteo                          | BORANA                          | Grazia          | Emma                                               | Arianna                                            |                 |                                  |                                  |                   |                   |                   |
| Voti:     | 5 + 1           | 0                                  | 3 + 1                              | 2               | 0                                                 | 5 + 1                                             | 1               | 4 + 1                           | 5 + 1                           | 0               | 3 + 1                                              | 2                                                  |                 |                                  |                                  |                   |                   |                   |
| Esito:    | +1              | +1                                 | +1                                 | +1              | +1                                                | +1                                                | +1              | +1                              | +1                              | +1              | +1                                                 | +1                                                 |                 |                                  |                                  |                   |                   |                   |

In quanto squadra perdente, la squadra del Sole è risultata sfidabile e la commissione ha deciso di mandare in sfida il cantautore Rosolino e la ballerina classica Borana.
Per la sfida dell'inedito "Davvero", Rudy Zerbi ha assegnato la canzone alla cantante Emma della squadra della Luna, ha proposto un nuovo inedito intitolato "La voce delle stelle" conteso tra le cantanti Januaria e Loredana e ha assegnato un altro inedito alla cantante Arianna.
La commissione, come da regolamento, al termine della terza settimana ha assegnato la nomina di "allievo della settimana" ai cantanti Matteo e Loredana e alla ballerina Elena. 

#### Daytime
Durante la terza settimana si sono svolte le seguenti sfide contro gli sfidanti esterni:

#### Sfida: Rosolino VS Stefano
- Commissario esterno: Marco Mangiarotti
- Prove svolte:
  - 1 Prova: Se adesso te ne vai - Massimo Di Cataldo
  - 2 Prova: Amore bello - Claudio Baglioni
  - 3 Prova: A mano a mano - Riccardo Cocciante
  - 4 Prova: Raccontami - Francesco Renga
- Vincitore: Stefano

Il cantautore Rosolino ha perso la sfida contro lo sfidante Stefano che è entrato al suo posto nella squadra del Sole come cantante.

### Settimana 4

#### 4ª puntata
Durante la puntata di sabato 17 ottobre 2009 si è svolta la terza sfida a squadre che ha visto vincitrice la squadra del Sole con un punteggio di 5 a 3.
Alla votazione per le esibizioni hanno preso parte i seguenti insegnanti e i seguenti discografici:
Canto
- Charlie Rapino
- Giuseppe Vessicchio
- Loretta Martinez
- Grazia Di Michele

Discografici
- Rudy Zerbi - Sony Music
- Marco Alboni - EMI
- Stefano Senardi - Sugar Music
- Marcello Balestra - Warner Music
- Alessandro Massara - Universal Music

Ballo
- Alessandra Celentano
- Giuseppe Carbone
- Kris
- Garrison Rochelle
- Steve La Chance
- Marco Garofalo (esterno)

Per la sfida sono state proposte le seguenti prove:
|           | 1ª Prova: Ballo | 1ª Prova: Ballo                   | 1ª Prova: Ballo                   | 2ª Prova: Inedito | 2ª Prova: Inedito    | 2ª Prova: Inedito    | 3ª Prova: Ballo | 3ª Prova: Ballo                 | 3ª Prova: Ballo                 | 4ª Prova: Canto | 4ª Prova: Canto                                                                    | 4ª Prova: Canto                                                                    | 5ª Prova: Ballo | 5ª Prova: Ballo                         | 5ª Prova: Ballo                         | 6ª Prova: Canto | 6ª Prova: Canto                    | 6ª Prova: Canto                    | 7ª Prova: ALLIEVO SETTIMANA | 7ª Prova: ALLIEVO SETTIMANA                                                                | 7ª Prova: ALLIEVO SETTIMANA                                                                | 8 Prova: Ballo | 8 Prova: Ballo                                                                 | 8 Prova: Ballo                                                                 |
| Oggetto:  |                 | Passo a 2 "Cuban Pete" (Garrison) | Passo a 2 "Cuban Pete" (Garrison) |                   | La voce delle stelle | La voce delle stelle |                 | Assolo "Maledetto ciao" (Steve) | Assolo "Maledetto ciao" (Steve) |                 | Mi ritorni in mente (Lucio Battisti) - Denis La ballata dell'ospedale - Pierdavide | Mi ritorni in mente (Lucio Battisti) - Denis La ballata dell'ospedale - Pierdavide |                 | Variazione "Diana e Acteon" (Celentano) | Variazione "Diana e Acteon" (Celentano) |                 | When you believe (Whitney Houston) | When you believe (Whitney Houston) |                             | Passo a 3 "Che cos'è l'amor?" (Celentano) - Elena Grande grande (Mina) - Matteo e Loredana | Passo a 3 "Che cos'è l'amor?" (Celentano) - Elena Grande grande (Mina) - Matteo e Loredana |                | Assolo "Stone Cold Sober" (Steve) - Nicolò Assolo "Jump jump" (Kris) - Giorgio | Assolo "Stone Cold Sober" (Steve) - Nicolò Assolo "Jump jump" (Kris) - Giorgio |
| Sfidanti: | Stefano         | NICOLÓ                            | Loredana                          | Januaria          | Elena                | Maddalena            | Denis           | PIERDAVIDE                      | Grazia                          | BORANA          | VALERIA                                                                            | Januaria                                                                           | Elena           | Matteo Loredana                         | NICOLÓ                                  | Giorgio         |                                    |                                    |                             |                                                                                            |                                                                                            |                |                                                                                |                                                                                |
| Voti:     | 0               | 5 + 1                             | 3 + 1                             | 1                 | 5 + 1                | 0                    | 1               | 3 + 1                           | 0                               | 5 + 1           | 3 + 1                                                                              | 1                                                                                  | 4 + 1           | 7 + 1                                   | 3 + 1                                   | 1               |                                    |                                    |                             |                                                                                            |                                                                                            |                |                                                                                |                                                                                |
| Esito:    | +1              | +1                                | +1                                | +1                | +1                   | +1                   | +1              | +1                              | +1                              | +1              | +1                                                                                 | +1                                                                                 | +1              | +1                                      | +1                                      | +1              |                                    |                                    |                             |                                                                                            |                                                                                            |                |                                                                                |                                                                                |

In quanto squadra perdente, la squadra della Luna è risultata sfidabile e la commissione ha deciso di mandare in sfida la ballerina Elena.
Per la sfida dell'inedito "La voce delle stelle", Rudy Zerbi ha assegnato la canzone alla cantante Loredana della squadra del Sole e ha proposto due nuovi inediti: il primo intitolato "Lovin' you" e conteso tra le cantanti Valeria e Januaria, il secondo intitolato "Speciale" e conteso tra i cantanti Denis e William.

#### Daytime
Nella puntata pomeridiana del 19 ottobre 2009 l'insegnante di danza hip-hop Kris ha messo in discussione il banco del ballerino Giorgio: la commissione ha appoggiato all'unanimità la richiesta e il ballerino ha dovuto così lasciare il banco e la scuola.

Nella stessa puntata l'insegnante di danza classica Alessandra Celentano ha messo in discussione il banco della ballerina Maddalena, ma l'insegnante Steve La Chance non ha appoggiato la richiesta e la ballerina è rimasta nella scuola.

Durante la quarta settimana si sono svolte anche le sfide contro gli sfidanti esterni:

#### Sfida: Borana VS Sophie
- Commissario esterno: Alessandro Molin
- Prove svolte:
  - 1 Prova: Variazione "Il corsaro" (Celentano)
  - 2 Prova: Assolo "Guarda che vita ho" (Celentano)
  - 3 Prova: Coda de "Lo Schiaccianoci" (Celentano)
  - 4 Prova: Cavallo di battaglia
- Vincitrice: BORANA

#### Sfida: Elena VS Sabrina
- Commissario esterno: Giorgio Madìa
- Prove svolte:
  - 1 Prova: Cavallo di battaglia
  - 2 Prova: Passo a 2 "Apologize" (Steve)
  - 3 Prova: Assolo "These boots are made for walking" (Steve)
- Vincitrice: Elena

Inoltre si è svolta una sfida tra sfidanti esterni per il banco libero di hip-hop giudicata dall'insegnante Kris:

#### Sfida: Banco libero di Hip-hop
| S F I D A 1 |             | Gabriele |  | S F I D A 2 |  |  |  | S F I D A 3 |  |  |
| S F I D A 1 | Gabriele    | Gabriele |  | S F I D A 2 |  |  |  | S F I D A 3 |  |  |
| S F I D A 1 | MATTIA      |          |  | S F I D A 2 |  |  |  | S F I D A 3 |  |  |
| S F I D A 1 | Gabriele    |          |  | S F I D A 2 |  |  |  | S F I D A 3 |  |  |
| S F I D A 1 | Gianlorenzo |          |  | S F I D A 2 |  |  |  | S F I D A 3 |  |  |
| S F I D A 1 | Mattia      |          |  | S F I D A 2 |  |  |  | S F I D A 3 |  |  |
| S F I D A 1 | PATRIZIO    |          |  | S F I D A 2 |  |  |  | S F I D A 3 |  |  |
| S F I D A 1 | Patrizio    |          |  | S F I D A 2 |  |  |  | S F I D A 3 |  |  |
| S F I D A 1 | Alessio     |          |  | S F I D A 2 |  |  |  | S F I D A 3 |  |  |
| S F I D A 1 | PATRIZIO    |          |  | S F I D A 2 |  |  |  | S F I D A 3 |  |  |
| S F I D A 1 | Marco       |          |  | S F I D A 2 |  |  |  | S F I D A 3 |  |  |
| S F I D A 1 |             |          |  | S F I D A 2 |  |  |  | S F I D A 3 |  |  |

- Vincitore: Gabriele

Il ballerino Gabriele è entrato quindi a far parte della squadra della Luna in qualità di ballerino hip-hop e allievo di Kris.

### Settimana 5

#### 5ª puntata
Durante la puntata di sabato 24 ottobre 2009 si è svolta la quarta sfida a squadre che ha visto vincitrice la squadra del Sole con un punteggio di 5 a 4.
Alla votazione per le esibizioni hanno preso parte i seguenti insegnanti e i seguenti discografici:
Canto
- Charlie Rapino
- Giuseppe Vessicchio
- Loretta Martinez
- Grazia Di Michele
- Sergio La Stella

Discografici
- Rudy Zerbi - Sony Music
- Marco Alboni - EMI
- Stefano Senardi - Sugar Music
- Marcello Balestra - Warner Music
- Alessandro Massara - Universal Music

Ballo
- Alessandra Celentano
- Giuseppe Carbone
- Kris
- Garrison Rochelle
- Steve La Chance
- Marco Garofalo (esterno)

Per la sfida sono state proposte le seguenti prove:
|           | 1 Prova: Canto | 1 Prova: Canto                                                            | 1 Prova: Canto                                                            | 2 Prova: Ballo | 2 Prova: Ballo                         | 2 Prova: Ballo                         | 3 Prova: Inedito | 3 Prova: Inedito | 3 Prova: Inedito | 4 Prova: Ballo | 4 Prova: Ballo                              | 4 Prova: Ballo                              | 5 Prova: Inedito | 5 Prova: Inedito | 5 Prova: Inedito | 6 Prova: Ballo | 6 Prova: Ballo                          | 6 Prova: Ballo                          | 7 Prova: Canto | 7 Prova: Canto                                 | 7 Prova: Canto                                 |
| Oggetto:  |                | Mi piaci ma non troppo - Pierdavide L'elisir d'amore (Donizetti) - Matteo | Mi piaci ma non troppo - Pierdavide L'elisir d'amore (Donizetti) - Matteo |                | Variazione "Don Quichotte" (Celentano) | Variazione "Don Quichotte" (Celentano) |                  | Speciale         | Speciale         |                | Gruppo "Bla bla bla cha cha cha" (Garrison) | Gruppo "Bla bla bla cha cha cha" (Garrison) |                  | Lovin you        | Lovin you        |                | Passo a 2 "Give it to me right" (Steve) | Passo a 2 "Give it to me right" (Steve) |                | Davvero - Emma La voce delle stelle - Loredana | Davvero - Emma La voce delle stelle - Loredana |
| Sfidanti: | Pierdavide     | Matteo                                                                    | BORANA                                                                    | Grazia         | WILLIAM                                | Denis                                  | Maddalena        | Stella           | Januaria         | VALERIA        | Michele                                     | Elena                                       | Emma             | Loredana         |                  |                |                                         |                                         |                |                                                |                                                |
| Voti:     | 1              | 4 + 1                                                                     | 4 + 1                                                                     | 1              | 5 + 1                                  | 0                                      | 3 + 1            | 0                | 1                | 4 + 1          | 0                                           | 5 + 1                                       | 0                | 5 + 1            |                  |                |                                         |                                         |                |                                                |                                                |
| Esito:    | +1             | +1                                                                        | +1                                                                        | +1             | +1                                     | +1                                     | +1               | +1               | +1               | +1             | +1                                          | +1                                          | +1               | +1               |                  |                |                                         |                                         |                |                                                |                                                |

In quanto squadra perdente, la squadra della Luna è risultata sfidabile e la commissione ha deciso di mandare in sfida la cantante Januaria.
Per la sfida dell'inedito "Speciale", Rudy Zerbi ha assegnato la canzone al cantante William della squadra della Luna, mentre l'inedito "Lovin' You" è stato assegnato alla cantante Valeria della squadra del Sole. Rudy Zerbi ha inoltre assegnato due nuovi inediti  rispettivamente alle cantanti Loredana e Emma.

#### Daytime
Nella puntata pomeridiana del 26 ottobre 2009 l'insegnante di danza Steve La Chance ha messo in discussione il banco della ballerina Stella: la commissione ha appoggiato all'unanimità la richiesta e la ballerina ha dovuto così lasciare il banco e la scuola.

Analogamente, nella puntata pomeridiana del 27 ottobre l'insegnante di canto Loretta Martinez ha messo in discussione il banco del cantante Denis e del cantante Davide: la commissione ha appoggiato all'unanimità la richiesta per Denis e il cantante ha dovuto lasciare il banco e la scuola mentre il cantante Davide ha avuto la possibilità di rimanere nella scuola grazie al voto contrario di Grazia Di Michele e Charlie Rapino.

Durante la quinta settimana si è svolta le seguente sfida contro la sfidante esterna:

#### Sfida: Januaria VS Anna
- Commissario esterno: Marco Molendini
- Prove svolte:
  - 1 Prova: Cavallo di battaglia
  - 2 Prova: Invece no - Laura Pausini
  - 3 Prova: Vision of love - Mariah Carey
  - 4 Prova: Esecuzione a cappella
- Vincitrice: Anna

La cantante Januaria ha perso la sfida contro la sfidante Anna che è entrata al suo posto nella squadra della Luna come cantante.

### Settimana 6

#### 6ª puntata
Durante la puntata di sabato 31 ottobre 2009 si è svolta la quinta sfida a squadre che ha visto vincitrice la squadra del Sole con un punteggio di 4 a 3.
Alla votazione per le esibizioni hanno preso parte i seguenti insegnanti e i seguenti discografici:
Canto
- Charlie Rapino
- Giuseppe Vessicchio
- Loretta Martinez
- Grazia Di Michele
- Sergio La Stella

Discografici
- Rudy Zerbi - Sony Music
- Marco Alboni - EMI
- Stefano Senardi - Sugar Music
- Marcello Balestra - Warner Music
- Alessandro Massara - Universal Music

Ballo
- Alessandra Celentano
- Giuseppe Carbone
- Kris
- Garrison Rochelle
- Steve La Chance
- Marco Garofalo (esterno)

Per la sfida sono state proposte le seguenti prove:
|           | 1ª Prova: Canto | 1ª Prova: Canto                                               | 1ª Prova: Canto                                               | 2ª Prova: Ballo-Canto | 2ª Prova: Ballo-Canto                                                                        | 2ª Prova: Ballo-Canto                                                                        | 3ª Prova: Canto | 3ª Prova: Canto                                                                           | 3ª Prova: Canto                                                                           | 4ª Prova: Ballo | 4ª Prova: Ballo                                                                  | 4ª Prova: Ballo                                                                  | 5ª Prova: Canto | 5ª Prova: Canto                                    | 5ª Prova: Canto                                    | 6ª Prova: Ballo | 6ª Prova: Ballo                    | 6ª Prova: Ballo                    | 7ª Prova: Canto | 7ª Prova: Canto                                                                | 7ª Prova: Canto                                                                |
| Oggetto:  |                 | Trullalero rullallà - Pierdavide A te (Jovanotti) - Stefanino | Trullalero rullallà - Pierdavide A te (Jovanotti) - Stefanino |                       | Variazione "Esmeralda" (Celentano)- Grazia- Il mare calmo della sera (Andrea Bocelli) Matteo | Variazione "Esmeralda" (Celentano)- Grazia- Il mare calmo della sera (Andrea Bocelli) Matteo |                 | Can't take my eyes off you (Frankie Valli) - Emma Billy Jean (Michael Jackson) - Loredana | Can't take my eyes off you (Frankie Valli) - Emma Billy Jean (Michael Jackson) - Loredana |                 | Assolo "Halo" (Steve) - Riccardo Assolo "Don't stop the music" (Kris) - Gabriele | Assolo "Halo" (Steve) - Riccardo Assolo "Don't stop the music" (Kris) - Gabriele |                 | Mostrami il tuo amore - Enrico Lovin you - Valeria | Mostrami il tuo amore - Enrico Lovin you - Valeria |                 | Passo a 2 "Summertime" (Celentano) | Passo a 2 "Summertime" (Celentano) |                 | Solo per te (Negramaro) - Davide Dio come ti amo (Domenico Modugno) - Loredana | Solo per te (Negramaro) - Davide Dio come ti amo (Domenico Modugno) - Loredana |
| Sfidanti: | PIERDAVIDE      | Stefanino                                                     | Matteo                                                        | Grazia                | Emma                                                                                         | Loredana                                                                                     | Riccardo        | Gabriele                                                                                  | Enrico                                                                                    | VALERIA         | Borana                                                                           | Elena                                                                            | Davide          | Loredana                                           |                                                    |                 |                                    |                                    |                 |                                                                                |                                                                                |
| Voti:     | 3 + 1           | 2                                                             | 9 + 1                                                         | 1 + 1                 | 1 + 1                                                                                        | 4                                                                                            | 2               | 3 + 1                                                                                     | 1                                                                                         | 4 + 1           | 1                                                                                | 4 + 1                                                                            | 1               | 4 + 1                                              |                                                    |                 |                                    |                                    |                 |                                                                                |                                                                                |
| Esito:    | +1              | +1                                                            | +1                                                            | +1                    | +1                                                                                           | +1                                                                                           | +1              | +1                                                                                        | +1                                                                                        | +1              | +1                                                                               | +1                                                                               | +1              | +1                                                 |                                                    |                 |                                    |                                    |                 |                                                                                |                                                                                |

In quanto squadra perdente, la squadra della Luna è risultata sfidabile e la commissione ha deciso di mandare in sfida la ballerina classica Grazia e il cantautore Pierdavide.

#### Daytime
A partire da questa settimana ha avuto inizio un periodo di verifica in cui gli alunni hanno dovuto confermare il voto d'ingresso o dimostrare un miglioramento, pena la messa in sfida o la messa in discussione del banco.
Nelle puntate pomeridiane le cantanti Loredana, Emma e Valeria,il cantante Davide, le ballerine Elena e Maddalena, la ballerina classica Borana e il ballerino Riccardo hanno sostenuto l'esame di verifica con i seguenti esiti:
|                     |                                                                                            | Loredana                                                                                   | Loredana                                                                                   | Loredana                                                                                   | Loredana                                                                                   | Loredana                                                                         |                                                                                  | RICCARDO                                                                         | RICCARDO                                                                         | RICCARDO                                                                         | RICCARDO                                                                                   | RICCARDO                                                                                   |                                                                                            | Emma                                                                                       | Emma                                                                                       | Emma                                                                             | Emma                                                                             | Emma                                                                             |                                                                                  | Elena                                                                            | Elena | Elena | Elena | Elena |
| Professori giudici: | Giuseppe Vessicchio, Charlie Rapino, Grazia Di Michele, Loretta Martinez, Sergio La Stella | Giuseppe Vessicchio, Charlie Rapino, Grazia Di Michele, Loretta Martinez, Sergio La Stella | Giuseppe Vessicchio, Charlie Rapino, Grazia Di Michele, Loretta Martinez, Sergio La Stella | Giuseppe Vessicchio, Charlie Rapino, Grazia Di Michele, Loretta Martinez, Sergio La Stella | Giuseppe Vessicchio, Charlie Rapino, Grazia Di Michele, Loretta Martinez, Sergio La Stella | Alessandra Celentano, Kris, Steve La Chance, Garrison Rochelle, Giuseppe Carbone | Alessandra Celentano, Kris, Steve La Chance, Garrison Rochelle, Giuseppe Carbone | Alessandra Celentano, Kris, Steve La Chance, Garrison Rochelle, Giuseppe Carbone | Alessandra Celentano, Kris, Steve La Chance, Garrison Rochelle, Giuseppe Carbone | Alessandra Celentano, Kris, Steve La Chance, Garrison Rochelle, Giuseppe Carbone | Charlie Rapino, Grazia Di Michele, Sergio La Stella, Loretta Martinez, Giuseppe Vessicchio | Charlie Rapino, Grazia Di Michele, Sergio La Stella, Loretta Martinez, Giuseppe Vessicchio | Charlie Rapino, Grazia Di Michele, Sergio La Stella, Loretta Martinez, Giuseppe Vessicchio | Charlie Rapino, Grazia Di Michele, Sergio La Stella, Loretta Martinez, Giuseppe Vessicchio | Charlie Rapino, Grazia Di Michele, Sergio La Stella, Loretta Martinez, Giuseppe Vessicchio | Alessandra Celentano, Kris, Steve La Chance, Garrison Rochelle, Giuseppe Carbone | Alessandra Celentano, Kris, Steve La Chance, Garrison Rochelle, Giuseppe Carbone | Alessandra Celentano, Kris, Steve La Chance, Garrison Rochelle, Giuseppe Carbone | Alessandra Celentano, Kris, Steve La Chance, Garrison Rochelle, Giuseppe Carbone | Alessandra Celentano, Kris, Steve La Chance, Garrison Rochelle, Giuseppe Carbone |       |       |       |       |
| Voti ingresso:      | A                                                                                          | A                                                                                          | A                                                                                          | B+                                                                                         | A                                                                                          | B/A                                                                              | B                                                                                | C                                                                                | C                                                                                | B+                                                                               | A                                                                                          | A-                                                                                         | A                                                                                          | C+                                                                                         | B                                                                                          | B-                                                                               | A                                                                                | A                                                                                | A                                                                                | A                                                                                |       |       |       |       |
| Esito verifica:     | Stabile                                                                                    | Stabile                                                                                    | Stabile                                                                                    | Aumento                                                                                    | Stabile                                                                                    | Diminuzione                                                                      | Diminuzione                                                                      | Stabile                                                                          | Stabile                                                                          | Stabile                                                                          | Stabile                                                                                    | Aumento                                                                                    | Stabile                                                                                    | Stabile                                                                                    | Aumento                                                                                    | Aumento                                                                          | Stabile                                                                          | Stabile                                                                          | Stabile                                                                          | Stabile                                                                          |       |       |       |       |
|                     | SUPERATO                                                                                   | SUPERATO                                                                                   | SUPERATO                                                                                   | SUPERATO                                                                                   | SUPERATO                                                                                   | NON SUPERATO: in sfida                                                           | NON SUPERATO: in sfida                                                           | NON SUPERATO: in sfida                                                           | NON SUPERATO: in sfida                                                           | NON SUPERATO: in sfida                                                           | SUPERATO                                                                                   | SUPERATO                                                                                   | SUPERATO                                                                                   | SUPERATO                                                                                   | SUPERATO                                                                                   | SUPERATO                                                                         | SUPERATO                                                                         | SUPERATO                                                                         | SUPERATO                                                                         | SUPERATO                                                                         |       |       |       |       |

|                     |                                                                                            | VALERIA                                                                                    | VALERIA                                                                                    | VALERIA                                                                                    | VALERIA                                                                                    | VALERIA                                                                          |                                                                                  | Maddalena                                                                        | Maddalena                                                                        | Maddalena                                                                        | Maddalena                                                                                  | Maddalena                                                                                  |                                                                                            | DAVIDE                                                                                     | DAVIDE                                                                                     | DAVIDE                                                                           | DAVIDE                                                                           | DAVIDE                                                                           |                                                                                  | BORANA                                                                           | BORANA | BORANA | BORANA | BORANA |
| Professori giudici: | Giuseppe Vessicchio, Charlie Rapino, Grazia Di Michele, Sergio La Stella, Loretta Martinez | Giuseppe Vessicchio, Charlie Rapino, Grazia Di Michele, Sergio La Stella, Loretta Martinez | Giuseppe Vessicchio, Charlie Rapino, Grazia Di Michele, Sergio La Stella, Loretta Martinez | Giuseppe Vessicchio, Charlie Rapino, Grazia Di Michele, Sergio La Stella, Loretta Martinez | Giuseppe Vessicchio, Charlie Rapino, Grazia Di Michele, Sergio La Stella, Loretta Martinez | Alessandra Celentano, Kris, Steve La Chance, Garrison Rochelle, Giuseppe Carbone | Alessandra Celentano, Kris, Steve La Chance, Garrison Rochelle, Giuseppe Carbone | Alessandra Celentano, Kris, Steve La Chance, Garrison Rochelle, Giuseppe Carbone | Alessandra Celentano, Kris, Steve La Chance, Garrison Rochelle, Giuseppe Carbone | Alessandra Celentano, Kris, Steve La Chance, Garrison Rochelle, Giuseppe Carbone | Charlie Rapino, Loretta Martinez, Giuseppe Vessicchio, Sergio La Stella, Grazia Di Michele | Charlie Rapino, Loretta Martinez, Giuseppe Vessicchio, Sergio La Stella, Grazia Di Michele | Charlie Rapino, Loretta Martinez, Giuseppe Vessicchio, Sergio La Stella, Grazia Di Michele | Charlie Rapino, Loretta Martinez, Giuseppe Vessicchio, Sergio La Stella, Grazia Di Michele | Charlie Rapino, Loretta Martinez, Giuseppe Vessicchio, Sergio La Stella, Grazia Di Michele | Alessandra Celentano, Kris, Steve La Chance, Garrison Rochelle, Giuseppe Carbone | Alessandra Celentano, Kris, Steve La Chance, Garrison Rochelle, Giuseppe Carbone | Alessandra Celentano, Kris, Steve La Chance, Garrison Rochelle, Giuseppe Carbone | Alessandra Celentano, Kris, Steve La Chance, Garrison Rochelle, Giuseppe Carbone | Alessandra Celentano, Kris, Steve La Chance, Garrison Rochelle, Giuseppe Carbone |        |        |        |        |
| Voti ingresso:      | B                                                                                          | C                                                                                          | B                                                                                          | A-                                                                                         | A                                                                                          | D                                                                                | C-                                                                               | B+                                                                               | D/C                                                                              | C-                                                                               | A-                                                                                         | D                                                                                          | D+                                                                                         | C                                                                                          | D/C                                                                                        | A                                                                                | B/A                                                                              | A                                                                                | B/A                                                                              | A                                                                                |        |        |        |        |
| Esito verifica:     | Aumento                                                                                    | Aumento                                                                                    | Stabile                                                                                    | Aumento                                                                                    | Stabile                                                                                    | Stabile                                                                          | Stabile                                                                          | Stabile                                                                          | Aumento                                                                          | Diminuzione                                                                      | Stabile                                                                                    | Stabile                                                                                    | Stabile                                                                                    | Diminuzione                                                                                | Aumento                                                                                    | Stabile                                                                          | Aumento                                                                          | Stabile                                                                          | Aumento                                                                          | Stabile                                                                          |        |        |        |        |
|                     | SUPERATO                                                                                   | SUPERATO                                                                                   | SUPERATO                                                                                   | SUPERATO                                                                                   | SUPERATO                                                                                   | SUPERATO                                                                         | SUPERATO                                                                         | SUPERATO                                                                         | SUPERATO                                                                         | SUPERATO                                                                         | SUPERATO                                                                                   | SUPERATO                                                                                   | SUPERATO                                                                                   | SUPERATO                                                                                   | SUPERATO                                                                                   | SUPERATO                                                                         | SUPERATO                                                                         | SUPERATO                                                                         | SUPERATO                                                                         | SUPERATO                                                                         |        |        |        |        |

Il ballerino Riccardo, non avendo superato la verifica, è stato messo in sfida.
Durante la sesta settimana si sono svolte anche le sfide contro gli sfidanti esterni:

#### Sfida: Grazia VS Chiara
- Commissario esterno: Denis Ganio
- Prove svolte:
  - 1 Prova: Cavallo di battaglia
  - 2 Prova: Variazione "Cigno nero" (Celentano)
  - 3 Prova: Passo a 2 "The Immigrant" (Celentano)
  - 4 Prova: Variazione "Lo Schiaccianoci" (Celentano)
- Vincitrice: Grazia

#### Sfida: Pierdavide VS Andrea
- Commissario esterno: Marco Mangiarotti
- Prove svolte:
  - 1 Prova: Purché tu sia felice (Andrea) - La ballata dell'ospedale (Pierdavide)
  - 2 Prova: Casting (Andrea) - Jenny (Pierdavide)
  - 3 Prova: Anche per te - Lucio Battisti
- Vincitore: PIERDAVIDE

### Settimana 7

#### 7ª puntata
Durante la puntata di sabato 7 novembre 2009 si è svolta la sesta sfida a squadre che ha visto vincitrice la squadra del Sole con un punteggio di 4 a 3.
Alla votazione per le esibizioni hanno preso parte i seguenti insegnanti e i seguenti discografici:
Canto
- Charlie Rapino
- Giuseppe Vessicchio
- Loretta Martinez
- Grazia Di Michele
- Sergio La Stella

Discografici
- Rudy Zerbi - Sony Music
- Marco Alboni - EMI
- Stefano Senardi - Sugar Music
- Marcello Balestra - Warner Music
- Alessandro Massara - Universal Music

Ballo
- Alessandra Celentano
- Giuseppe Carbone
- Kris
- Garrison Rochelle
- Steve La Chance
- Marco Garofalo (esterno)
- Michele Villanova (esterno)

Per la sfida sono state proposte le seguenti prove:
|           | 1 Prova: Ballo | 1 Prova: Ballo                              | 1 Prova: Ballo                              | 2 Prova: Inedito | 2 Prova: Inedito                        | 2 Prova: Inedito                        | 3 Prova: Ballo | 3 Prova: Ballo                                                                                  | 3 Prova: Ballo                                                                                  | 4 Prova: Canto | 4 Prova: Canto                                                               | 4 Prova: Canto                                                               | 5 Prova: Ballo | 5 Prova: Ballo              | 5 Prova: Ballo              | 6 Prova: Canto | 6 Prova: Canto      | 6 Prova: Canto      | 7 Prova: Ballo-Canto | 7 Prova: Ballo-Canto                                                       | 7 Prova: Ballo-Canto                                                       |
| Oggetto:  |                | Passo a 2 "Aria non sei più tu" (Celentano) | Passo a 2 "Aria non sei più tu" (Celentano) |                  | Ti amo - Loredana Folle paradiso - Emma | Ti amo - Loredana Folle paradiso - Emma |                | Assolo "Bodies" (Garrison) - Nicolò - Variazione "Tchaikovsky pas de deux" (Celentano) - Grazia | Assolo "Bodies" (Garrison) - Nicolò - Variazione "Tchaikovsky pas de deux" (Celentano) - Grazia |                | One night only (Jennifer Hudson) - Valeria Heart (Christina Aguilera) - Anna | One night only (Jennifer Hudson) - Valeria Heart (Christina Aguilera) - Anna |                | Passo a 2 "Loca" (Garrison) | Passo a 2 "Loca" (Garrison) |                | Wonderful - Gary Go | Wonderful - Gary Go |                      | Assolo "Start the party" (Kris) - Gabriele La voce delle stelle - Loredana | Assolo "Start the party" (Kris) - Gabriele La voce delle stelle - Loredana |
| Sfidanti: | Elena          | Borana                                      | Loredana                                    | Emma             | Grazia                                  | NICOLÓ                                  | Valeria        | Anna                                                                                            | Elena Gabriele                                                                                  | Borana Nicolò  | Matteo                                                                       | Davide                                                                       | Gabriele       | Loredana                    |                             |                |                     |                     |                      |                                                                            |                                                                            |
| Voti:     | 5 + 1          | 1 + 1                                       | 4 + 1                                       | 1                | 1 + 1                                   | 4 + 1                                   | 1              | 3 + 1                                                                                           | 5 + 2                                                                                           | 0              | 5                                                                            | 0 + 1                                                                        | 1              | 9 + 3                       |                             |                |                     |                     |                      |                                                                            |                                                                            |
| Esito:    | +1             | +1                                          | +1                                          | +1               | +1                                      | +1                                      | +1             | +1                                                                                              | +1                                                                                              | +1             | +1                                                                           | +1                                                                           | +1             | +1                          |                             |                |                     |                     |                      |                                                                            |                                                                            |

In quanto squadra perdente, la squadra della Luna è risultata sfidabile e la commissione ha deciso di mandare in sfida il ballerino Stefano.

#### Daytime
Nelle puntate pomeridiane i cantanti William e Stefanino, la cantante Arianna, il musicista cantautore Enrico, il lirico Matteo,i ballerini Michele e la ballerina classica Grazia hanno sostenuto l'esame di verifica con il seguente esito:
|                     |                                                                                            | STEFANINO                                                                                  | STEFANINO                                                                                  | STEFANINO                                                                                  | STEFANINO                                                                                  | STEFANINO                                                                         |                                                                                   | Michele                                                                           | Michele                                                                           | Michele                                                                           | Michele                                                                                   | Michele                                                                                   |                                                                                           | WILLIAM                                                                                   | WILLIAM                                                                                   | WILLIAM                                                                                    | WILLIAM                                                                                    | WILLIAM                                                                                    |                                                                                            | ENRICO                                                                                     | ENRICO | ENRICO | ENRICO | ENRICO |
| Professori giudici: | Giuseppe Vessicchio, Charlie Rapino, Grazia Di Michele, Loretta Martinez, Sergio La Stella | Giuseppe Vessicchio, Charlie Rapino, Grazia Di Michele, Loretta Martinez, Sergio La Stella | Giuseppe Vessicchio, Charlie Rapino, Grazia Di Michele, Loretta Martinez, Sergio La Stella | Giuseppe Vessicchio, Charlie Rapino, Grazia Di Michele, Loretta Martinez, Sergio La Stella | Giuseppe Vessicchio, Charlie Rapino, Grazia Di Michele, Loretta Martinez, Sergio La Stella | Alessandra Celentano, Kris, Steve La Chanche, Garrison Rochelle, Giuseppe Carbone | Alessandra Celentano, Kris, Steve La Chanche, Garrison Rochelle, Giuseppe Carbone | Alessandra Celentano, Kris, Steve La Chanche, Garrison Rochelle, Giuseppe Carbone | Alessandra Celentano, Kris, Steve La Chanche, Garrison Rochelle, Giuseppe Carbone | Alessandra Celentano, Kris, Steve La Chanche, Garrison Rochelle, Giuseppe Carbone | Charlie Rapino, Grazia Di Michele Giuseppe Vessicchio, Loretta Martinez, Sergio La Stella | Charlie Rapino, Grazia Di Michele Giuseppe Vessicchio, Loretta Martinez, Sergio La Stella | Charlie Rapino, Grazia Di Michele Giuseppe Vessicchio, Loretta Martinez, Sergio La Stella | Charlie Rapino, Grazia Di Michele Giuseppe Vessicchio, Loretta Martinez, Sergio La Stella | Charlie Rapino, Grazia Di Michele Giuseppe Vessicchio, Loretta Martinez, Sergio La Stella | Charlie Rapino, Grazia Di Michele, Sergio La Stella, Loretta Martinez, Giuseppe Vessicchio | Charlie Rapino, Grazia Di Michele, Sergio La Stella, Loretta Martinez, Giuseppe Vessicchio | Charlie Rapino, Grazia Di Michele, Sergio La Stella, Loretta Martinez, Giuseppe Vessicchio | Charlie Rapino, Grazia Di Michele, Sergio La Stella, Loretta Martinez, Giuseppe Vessicchio | Charlie Rapino, Grazia Di Michele, Sergio La Stella, Loretta Martinez, Giuseppe Vessicchio |        |        |        |        |
| Voti ingresso:      | B                                                                                          | A                                                                                          | B                                                                                          | A                                                                                          | B+                                                                                         | C-                                                                                | B                                                                                 | C                                                                                 | A                                                                                 | C                                                                                 | B                                                                                         | B+                                                                                        | C-                                                                                        | A-                                                                                        | B                                                                                         | A-                                                                                         | B                                                                                          | B-                                                                                         | C                                                                                          | C+                                                                                         |        |        |        |        |
| Esito verifica:     | Stabile                                                                                    | Diminuzione                                                                                | Aumento                                                                                    | Stabile                                                                                    | Stabile                                                                                    | Diminuzione                                                                       | Stabile                                                                           | Diminuzione                                                                       | Stabile                                                                           | Stabile                                                                           | Diminuzione                                                                               | Diminuzione                                                                               | Diminuzione                                                                               | Stabile                                                                                   | Stabile                                                                                   | Diminuzione                                                                                | Diminuzione                                                                                | Stabile                                                                                    | Aumento                                                                                    | Stabile                                                                                    |        |        |        |        |
|                     | SUPERATO                                                                                   | SUPERATO                                                                                   | SUPERATO                                                                                   | SUPERATO                                                                                   | SUPERATO                                                                                   | NON SUPERATO: in sfida                                                            | NON SUPERATO: in sfida                                                            | NON SUPERATO: in sfida                                                            | NON SUPERATO: in sfida                                                            | NON SUPERATO: in sfida                                                            | NON SUPERATO: in sfida                                                                    | NON SUPERATO: in sfida                                                                    | NON SUPERATO: in sfida                                                                    | NON SUPERATO: in sfida                                                                    | NON SUPERATO: in sfida                                                                    | NON SUPERATO: in sfida                                                                     | NON SUPERATO: in sfida                                                                     | NON SUPERATO: in sfida                                                                     | NON SUPERATO: in sfida                                                                     | NON SUPERATO: in sfida                                                                     |        |        |        |        |

|                     |                                                                                            | Matteo                                                                                     | Matteo                                                                                     | Matteo                                                                                     | Matteo                                                                                     | Matteo                                                                                     |                                                                                            | ARIAnna                                                                                    | ARIAnna                                                                                    | ARIAnna                                                                                    | ARIAnna                                                                          | ARIAnna                                                                          |                                                                                  | Grazia                                                                           | Grazia                                                                           | Grazia                                                                            | Grazia                                                                            | Grazia                                                                            |                                                                                   | Gabriele                                                                          | Gabriele | Gabriele | Gabriele | Gabriele |
| Professori giudici: | Giuseppe Vessicchio, Charlie Rapino, Grazia Di Michele, Loretta Martinez, Sergio La Stella | Giuseppe Vessicchio, Charlie Rapino, Grazia Di Michele, Loretta Martinez, Sergio La Stella | Giuseppe Vessicchio, Charlie Rapino, Grazia Di Michele, Loretta Martinez, Sergio La Stella | Giuseppe Vessicchio, Charlie Rapino, Grazia Di Michele, Loretta Martinez, Sergio La Stella | Giuseppe Vessicchio, Charlie Rapino, Grazia Di Michele, Loretta Martinez, Sergio La Stella | Sergio La Stella, Loretta Martinez, Charlie Rapino, Giuseppe Vessicchio, Grazia Di Michele | Sergio La Stella, Loretta Martinez, Charlie Rapino, Giuseppe Vessicchio, Grazia Di Michele | Sergio La Stella, Loretta Martinez, Charlie Rapino, Giuseppe Vessicchio, Grazia Di Michele | Sergio La Stella, Loretta Martinez, Charlie Rapino, Giuseppe Vessicchio, Grazia Di Michele | Sergio La Stella, Loretta Martinez, Charlie Rapino, Giuseppe Vessicchio, Grazia Di Michele | Giuseppe Carbone, Garrison Rochelle Kris, Steve La Chanche, Alessandra Celentano | Giuseppe Carbone, Garrison Rochelle Kris, Steve La Chanche, Alessandra Celentano | Giuseppe Carbone, Garrison Rochelle Kris, Steve La Chanche, Alessandra Celentano | Giuseppe Carbone, Garrison Rochelle Kris, Steve La Chanche, Alessandra Celentano | Giuseppe Carbone, Garrison Rochelle Kris, Steve La Chanche, Alessandra Celentano | Garrison Rochelle, Kris, Alessandra Celentano, Giuseppe Carbone, Steve La Chanche | Garrison Rochelle, Kris, Alessandra Celentano, Giuseppe Carbone, Steve La Chanche | Garrison Rochelle, Kris, Alessandra Celentano, Giuseppe Carbone, Steve La Chanche | Garrison Rochelle, Kris, Alessandra Celentano, Giuseppe Carbone, Steve La Chanche | Garrison Rochelle, Kris, Alessandra Celentano, Giuseppe Carbone, Steve La Chanche |          |          |          |          |
| Voti ingresso:      | A                                                                                          | B/A                                                                                        | A                                                                                          | A                                                                                          | A                                                                                          | B                                                                                          | A                                                                                          | D/C                                                                                        | B-                                                                                         | C+                                                                                         | B                                                                                | C/B                                                                              | C                                                                                | C-                                                                               | B/A                                                                              | A-                                                                                | A                                                                                 | D+                                                                                | C                                                                                 | B-                                                                                |          |          |          |          |
| Esito verifica:     | Stabile                                                                                    | Aumento                                                                                    | Stabile                                                                                    | Stabile                                                                                    | Stabile                                                                                    | Stabile                                                                                    | Stabile                                                                                    | Aumento                                                                                    | Stabile                                                                                    | Aumento                                                                                    | Stabile                                                                          | Aumento                                                                          | Stabile                                                                          | Stabile                                                                          | Diminuzione                                                                      | Aumento                                                                           | Stabile                                                                           | Stabile                                                                           | Stabile                                                                           | Aumento                                                                           |          |          |          |          |
|                     | SUPERATO                                                                                   | SUPERATO                                                                                   | SUPERATO                                                                                   | SUPERATO                                                                                   | SUPERATO                                                                                   | SUPERATO                                                                                   | SUPERATO                                                                                   | SUPERATO                                                                                   | SUPERATO                                                                                   | SUPERATO                                                                                   | SUPERATO                                                                         | SUPERATO                                                                         | SUPERATO                                                                         | SUPERATO                                                                         | SUPERATO                                                                         | SUPERATO                                                                          | SUPERATO                                                                          | SUPERATO                                                                          | SUPERATO                                                                          | SUPERATO                                                                          |          |          |          |          |

Il cantante William, il musicista cantautore Enrico e il ballerino Michele non avendo superato la verifica, sono stati messi in sfida.
Durante la settima settimana si sono svolte le seguenti sfide contro gli sfidanti esterni:

#### Sfida: Riccardo VS Antonio
- Commissario esterno: André De La Roche
- Prove svolte:
  - 1 Prova: Cavallo di battaglia
  - 2 Prova: Passo a 2 "Wine up" (Garrison)
  - 3 Prova: Assolo "Want" (Steve)
- Vincitore: ANTONIO

#### Sfida: Stefano VS Mirko
- Commissario esterno: Gheorge Iancu
- Prove svolte:
  - 1 Prova: Cavallo di battaglia
  - 2 Prova: Passo a 3 "I've got you under my skin" (Garrison)
  - 3 Prova: Passo a 2 "Ti vorrei sollevare" (Steve)
- Vincitore: Stefano

Il ballerino Riccardo ha perso la sfida contro lo sfidante Antonio che è entrato al suo posto nella squadra del Sole come ballerino.

### Settimana 8

#### 8ª puntata
Durante la puntata di sabato 14 novembre 2009 si è svolta la sesta sfida a squadre che ha visto vincitrice la squadra del Sole con un punteggio di 2 a 1.
Alla votazione per le esibizioni hanno preso parte i seguenti insegnanti e i seguenti discografici:
Canto
- Charlie Rapino
- Giuseppe Vessicchio
- Loretta Martinez
- Grazia Di Michele
- Sergio La Stella

Discografici
- Rudy Zerbi - Sony Music
- Marco Alboni - EMI
- Stefano Senardi - Sugar Music
- Marcello Balestra - Warner Music
- Alessandro Massara - Universal Music

Ballo
- Alessandra Celentano
- Giuseppe Carbone
- Kris
- Garrison Rochelle
- Steve La Chance
- Marco Garofalo (esterno)
- Michele Villanova (esterno)

Per la sfida sono state proposte le seguenti prove:
|           | 1 Prova: Canto | 1 Prova: Canto                                                 | 1 Prova: Canto                                                 | 2 Prova: Ballo | 2 Prova: Ballo                         | 2 Prova: Ballo                         | 3 Prova: Canto | 3 Prova: Canto                                                 | 3 Prova: Canto                                                 | 4 Prova: Ballo | 4 Prova: Ballo                    | 4 Prova: Ballo                    | 5 Prova: Canto | 5 Prova: Canto                                                    | 5 Prova: Canto                                                    |
| Oggetto:  |                | Tu non farlo - Enrico Con te partirò (Andrea Bocelli) - Matteo | Tu non farlo - Enrico Con te partirò (Andrea Bocelli) - Matteo |                | Passo a 2 "Now we are free" (Garrison) | Passo a 2 "Now we are free" (Garrison) |                | Labirynth - Elisa (Anna) Maniac - Michael Sembello (Stefanino) | Labirynth - Elisa (Anna) Maniac - Michael Sembello (Stefanino) |                | Variazione "Bajadere" (Celentano) | Variazione "Bajadere" (Celentano) |                | Trullallero Rullallà - Pierdavide La voce delle stelle - Loredana | Trullallero Rullallà - Pierdavide La voce delle stelle - Loredana |
| Sfidanti: | Enrico         | Matteo                                                         | Borana                                                         | Elena          | Anna                                   | Stefanino                              | BORANA         | Grazia                                                         | Pierdavide                                                     | Loredana       |                                   |                                   |                |                                                                   |                                                                   |
| Voti:     | 0              | 5 + 1                                                          | 0                                                              | 5 + 2          | 4 + 1                                  | 1                                      | 5 + 2          | 0 + 1                                                          | 1                                                              | 4 + 1          |                                   |                                   |                |                                                                   |                                                                   |
| Esito:    | +1             | +1                                                             | +1                                                             | +1             | +1                                     | +1                                     | +1             | +1                                                             | +1                                                             | +1             |                                   |                                   |                |                                                                   |                                                                   |

In quanto squadra perdente, la squadra della Luna è risultata sfidabile. La squadra della Luna ha votato per decidere chi mandare in sfida della propria squadra ottenendo le seguenti votazioni:
- DAVIDE : 6 voti
- Enrico: 3 voti
- Gabriele: 1 voto

La commissione non ha accettato la scelta della squadra di mettere in sfida il cantante Davide e inoltre ha deciso di non mandare in sfida nessun componente della Luna.

#### Daytime
Durante l'ottava settimana si sono svolte le seguenti sfide contro gli sfidanti esterni:

#### Sfida: William VS Silvio
- Commissario esterno: Romano Musumarra
- Prove svolte:
  - 1 Prova: Cavallo di battaglia
  - 2 Prova: A chi mi dice - Blue
  - 3 Prova: Beautiful day - U2
- Vincitore:  WILLIAM

#### Sfida: Michele VS Flavio
- Commissario esterno: Massimo Moricone
- Prove svolte:
  - 1 Prova: Assolo "Wrong" (Steve)
  - 2 Prova: Passo a 2 "Cheeck to cheeck" (Garrison)
  - 3 Prova: Cavallo di battaglia
- Vincitore: Michele

#### Sfida: Enrico VS Danilo
- Commissario esterno: Luca Dondoni
- Prove svolte:
  - 1 Prova: Voglio rimediare (Danilo) - Mostrami il tuo amore (Enrico)
  - 2 Prova: Non farlo (Enrico) - Imperfetto (Danilo)
  - 3 Prova: Insieme a te sto bene - Lucio Battisti
- Vincitore: ENRICO

Come per la squadra della Luna, è stato chiesto alla squadra del Sole di scegliere un candidato all'interno della propria squadra da mandare in sfida in caso di perdita della squadra ottenendo le seguenti votazioni:
- Maddalena : 3 voti
- Arianna: 2 voti
- Loredana: 1 voto
- Antonio: 1 voto
- Matteo: 1 voto
- Nicolò : 2 voti

### Settimana 9

#### 9ª puntata
Durante la puntata di sabato 21 novembre 2009 si è svolta l'ottava sfida a squadre che ha visto vincitrice la squadra del Sole con un punteggio di 4 a 3.
Alla votazione per le esibizioni hanno preso parte i seguenti insegnanti e i seguenti discografici:
Canto
- Charlie Rapino
- Giuseppe Vessicchio
- Loretta Martinez
- Grazia Di Michele
- Sergio La Stella

Discografici
- Rudy Zerbi - Sony Music
- Marco Alboni - EMI
- Stefano Senardi - Sugar Music
- Marcello Balestra - Warner Music
- Alessandro Massara - Universal Music

Ballo
- Alessandra Celentano
- Giuseppe Carbone
- Kris
- Garrison Rochelle
- Steve La Chance
- Marco Garofalo
- Michele Villanova (esterno)

Per la sfida sono state proposte le seguenti prove:
|           | 1 Prova: Ballo | 1 Prova: Ballo                   | 1 Prova: Ballo                   | 2 Prova: Canto | 2 Prova: Canto                                                                 | 2 Prova: Canto                                                                 | 3 Prova: Ballo | 3 Prova: Ballo                            | 3 Prova: Ballo                            | 4 Prova: Canto | 4 Prova: Canto                       | 4 Prova: Canto                       | 5 Prova: Canto | 5 Prova: Canto                                                           | 5 Prova: Canto                                                           | 6 Prova: Ballo | 6 Prova: Ballo                            | 6 Prova: Ballo                            | 7 Prova: Canto | 7 Prova: Canto                       | 7 Prova: Canto                       |
| Oggetto:  |                | Passo a 2 "El gaucho" (Garrison) | Passo a 2 "El gaucho" (Garrison) |                | Mi piaci ma non troppo - Pierdavide Who wants to live forever - Queen (Matteo) | Mi piaci ma non troppo - Pierdavide Who wants to live forever - Queen (Matteo) |                | Assolo "Il sole esiste per tutti" (Steve) | Assolo "Il sole esiste per tutti" (Steve) |                | Speciale - William Ti amo - Loredana | Speciale - William Ti amo - Loredana |                | Notturno (Mia Martini) - Anna L'amore ha il suo punto di vista - Arianna | Notturno (Mia Martini) - Anna L'amore ha il suo punto di vista - Arianna |                | Passo a 2 "Concertino in Lam" (Celentano) | Passo a 2 "Concertino in Lam" (Celentano) |                | Il vino - Enrico Lovin you - Valeria | Il vino - Enrico Lovin you - Valeria |
| Sfidanti: | Michele        | Stefano                          | Pierdavide                       | Matteo         | Maddalena                                                                      | Elena                                                                          | William        | Loredana                                  | Anna                                      | Arianna        | BORANA                               | Grazia                               | Enrico         | VALERIA                                                                  |                                                                          |                |                                           |                                           |                |                                      |                                      |
| Voti:     | 0              | 6 + 1                            | 1                                | 4 + 1          | 0                                                                              | 6 + 1                                                                          | 0              | 5 + 1                                     | 4 + 1                                     | 1              | 6                                    | 0 + 1                                | 1              | 4 + 1                                                                    |                                                                          |                |                                           |                                           |                |                                      |                                      |
| Esito:    | +1             | +1                               | +1                               | +1             | +1                                                                             | +1                                                                             | +1             | +1                                        | +1                                        | +1             | +1                                   | +1                                   | +1             | +1                                                                       |                                                                          |                |                                           |                                           |                |                                      |                                      |

In quanto squadra perdente, la squadra della Luna è risultata sfidabile e la commissione ha deciso di mandare in sfida la cantante Anna.

#### Daytime
Durante la nona settimana si sono svolte le seguenti sfide contro gli sfidanti esterni:

#### Sfida: Anna VS Mariangela
- Commissario esterno: Marco Mangiarotti
- Prove svolte:
  - 1 Prova: Release me - Agnes
  - 2 Prova: Come foglie - Malika Ayane
  - 3 Prova: Cavallo di battaglia
  - 4 Prova: Esibizione a cappella
- Vincitrice:  Anna

L'insegnante Alessandra Celentano ha messo in discussione i banchi dei ballerini Michele, Nicolò, Maddalena, della ballerina classica Grazia.

### Settimana 10

#### 10ª puntata
Durante la puntata di sabato 28 novembre 2009 il ballerino Nicolò è stato sottoposto all'esame di tre giudici esterni con il seguente esito:

#### Nicolò
- Commissari esterni: Luciano Cannito, Luk Bouy, Irina Kolpakova
- Preparatore interno: Steve La Chance
- Prove svolte:
  - 1 Prova: Passo a 2 "Heven" (Steve)
  - 2 Prova: Assolo "Gold" (Steve)
  - 3 Prova: Assolo "Parlami d'amore" (Steve)
  - 4 Prova: Improvvisazione
  - 5 Prova: Passo a 2 "Se ne dicon di parole" (Steve)
- Superato (3 su 3)

Nella stessa puntata si è svolta la nona sfida a squadre che ha visto vincitrice la squadra della luna con un punteggio di 4 a 3.
Alla votazione per le esibizioni hanno preso parte i seguenti insegnanti e i seguenti discografici:
Canto
- Charlie Rapino
- Giuseppe Vessicchio
- Loretta Martinez
- Grazia Di Michele
- Sergio La Stella

Discografici
- Rudy Zerbi - Sony Music
- Marco Alboni - EMI
- Stefano Senardi - Sugar Music
- Marcello Balestra - Warner Music
- Alessandro Massara - Universal Music

Ballo
- Alessandra Celentano
- Giuseppe Carbone
- Kris
- Garrison Rochelle
- Steve La Chance
- Marco Garofalo
- Michele Villanova (esterno)

Per la sfida sono state proposte le seguenti prove:
|           | 1 Prova: Canto | 1 Prova: Canto                                   | 1 Prova: Canto                                   | 2 Prova: Ballo | 2 Prova: Ballo                           | 2 Prova: Ballo                           | 3 Prova: Canto | 3 Prova: Canto                        | 3 Prova: Canto                        | 4 Prova: Ballo | 4 Prova: Ballo       | 4 Prova: Ballo       | 5 Prova: Canto | 5 Prova: Canto           | 5 Prova: Canto           | 6 Prova: Ballo | 6 Prova: Ballo                            | 6 Prova: Ballo                            | 7 Prova: Canto | 7 Prova: Canto                       | 7 Prova: Canto                       |
| Oggetto:  |                | Sorry seems to be the hardest world - Elton John | Sorry seems to be the hardest world - Elton John |                | Passo a 2 "The last good day" (Garrison) | Passo a 2 "The last good day" (Garrison) |                | Gli uomini non cambiano - Mia Martini | Gli uomini non cambiano - Mia Martini |                | Passo a 3 (Garofalo) | Passo a 3 (Garofalo) |                | Heavy cross - The Gossip | Heavy cross - The Gossip |                | Variazione "Lo Schiaccianoci" (Celentano) | Variazione "Lo Schiaccianoci" (Celentano) |                | Il mio canto libero - Lucio Battisti | Il mio canto libero - Lucio Battisti |
| Sfidanti: | Davide         | Matteo                                           | Michele                                          | Elena          | Emma                                     | Loredana                                 | Nicolò         | Gabriele                              | Anna                                  | Valeria        | BORANA               | Grazia               | ENRICO         | Stefanino                |                          |                |                                           |                                           |                |                                      |                                      |
| Voti:     | 1              | 4 + 1                                            | 0                                                | 6 + 1          | 2                                        | 3 + 1                                    | 0              | 6 + 1                                 | 4 + 1                                 | 1              | 5                    | 1 + 1                | 4              | 1 + 1                    |                          |                |                                           |                                           |                |                                      |                                      |
| Esito:    | +1             | +1                                               | +1                                               | +1             | +1                                       | +1                                       | +1             | +1                                    | +1                                    | +1             | +1                   | +1                   | +1             | +1                       |                          |                |                                           |                                           |                |                                      |                                      |

In quanto squadra perdente, la squadra del Sole è risultata sfidabile e la commissione ha deciso di mandare in sfida la cantante Arianna.
L'insegnante Giuseppe Vessicchio propone la messa in discussione del banco del cantante William: la proposta viene accettata e il cantante viene messo in sfida.

#### Daytime
Durante la decima settimana si sono svolte le seguenti sfide contro gli sfidanti esterni:

#### Sfida: Arianna VS Stefania
- Commissario esterno: Romano Musumarra
- Prove svolte:
  - 1 Prova: Cavallo di battaglia
  - 2 Prova: In assenza di te - Laura Pausini
  - 3 Prova: I wanna dance with somebody - Whitney Houston
- Vincitrice: ARIAnna

### Settimana 11

#### 11ª puntata
Durante la puntata di sabato 5 dicembre 2009 la ballerina Grazia è stata sottoposta all'esame di tre giudici esterni con il seguente esito:

#### Grazia
- Commissari esterni: Luciano Cannito, Robert North, Irina Kolpakova
- Preparatore : Michele Villanova
- Prove svolte:
  - 1 Prova: Variazione "Il Corsaro" (Villanova)
  - 2 Prova: Assolo "Allegro" (Villanova)
  - 3 Prova: Variazione "La bella addormentata" (Villanova)
  - 4 Prova: Variazione "Grand pas classique" (Villanova)
  - 5 Prova: Variazione "Esmeralda" (Villanova)
- Superato (3 su 3)

Nella stessa puntata si è svolta la decima sfida a squadre che ha visto vincitrice la squadra della Luna con un punteggio di 4 a 1.
Alla votazione per le esibizioni hanno preso parte i seguenti insegnanti e i seguenti discografici:
Canto
- Charlie Rapino
- Giuseppe Vessicchio
- Loretta Martinez
- Grazia Di Michele
- Sergio La Stella

Discografici
- Rudy Zerbi - Sony Music
- Marco Alboni - EMI
- Stefano Senardi - Sugar Music
- Marcello Balestra - Warner Music
- Alessandro Massara - Universal Music

Ballo
- Alessandra Celentano
- Giuseppe Carbone
- Kris
- Garrison Rochelle
- Steve La Chance
- Marco Garofalo
- Michele Villanova (esterno)

Per la sfida sono state proposte le seguenti prove:
|           | 1 Prova: DUETTO | 1 Prova: DUETTO                                                     | 1 Prova: DUETTO                                                     | 2 Prova: Ballo | 2 Prova: Ballo                                  | 2 Prova: Ballo                                  | 3 Prova: Canto | 3 Prova: Canto                    | 3 Prova: Canto                    | 4 Prova: Ballo | 4 Prova: Ballo                             | 4 Prova: Ballo                             | 5 Prova: Canto | 5 Prova: Canto                                      | 5 Prova: Canto                                      |
| Oggetto:  |                 | Walk on the wild side - Lou Reed (Luna) Caruso - Lucio Dalla (Sole) | Walk on the wild side - Lou Reed (Luna) Caruso - Lucio Dalla (Sole) |                | Passo a 2 "Blood on the dance floor" (Garrison) | Passo a 2 "Blood on the dance floor" (Garrison) |                | If I were a boy - Beyoncé Knowles | If I were a boy - Beyoncé Knowles |                | Passo a 3 "You are not with me" (Garofalo) | Passo a 3 "You are not with me" (Garofalo) |                | Ora basta - Enrico Bum bum (Irene Grandi) - Valeria | Ora basta - Enrico Bum bum (Irene Grandi) - Valeria |
| Sfidanti: | Pierdavide Emma | Matteo Loredana                                                     | Borana                                                              | Elena          | Anna                                            | Arianna                                         | Antonio        | Stefano                           | Enrico                            | VALERIA        |                                            |                                            |                |                                                     |                                                     |
| Voti:     | 1               | 4 + 1                                                               | 0                                                                   | 6 + 1          | 4 + 1                                           | 1                                               | 3              | 3 + 1                             | 0                                 | 4 + 1          |                                            |                                            |                |                                                     |                                                     |
| Esito:    | +1              | +1                                                                  | +1                                                                  | +1             | +1                                              | +1                                              | +1             | +1                                | +1                                | +1             |                                            |                                            |                |                                                     |                                                     |

In quanto squadra perdente, la squadra del Sole è risultata sfidabile e la commissione ha deciso di mandare in sfida la ballerina Borana.

#### Daytime
Durante l'undicesima settimana si sono svolte le seguenti sfide contro gli sfidanti esterni:

#### Sfida: William VS Angelo
- Commissario esterno: Paolo Giordano
- Prove svolte:
  - 1 Prova: Cavallo di battaglia
  - 2 Prova: Solo una volta - Alex Britti
  - 3 Prova: Cavallo di battaglia
- Vincitore: Angelo

#### Sfida: Gabriele VS Chiara
- Commissario esterno: Byron
- Prove svolte:
  - 1 Prova: Cavallo di battaglia
  - 2 Prova: Assolo "Sunrise" (Kris)
  - 3 Prova: Passo a 2 "Libertango" (Garrison)
  - 3 Prova: Improvvisazione
- Vincitore: Gabriele

#### Sfida: Borana VS Adriana
- Commissario esterno: Denis Ganiò
- Prove svolte:
  - 1 Prova: Variazione "Cigno nero" (Celentano)
  - 2 Prova: Cavallo di battaglia
  - 3 Prova: Coda di "Silvia" (Celentano)
- Vincitrice: BORANA

Durante la puntata di giovedì 10 dicembre 2009 il ballerino Michele è stato sottoposto all'esame di tre giudici esterni con il seguente esito:

#### Michele
- Commissari esterni: Luciano Cannito, Robert North, Irina Kolpakova
- Preparatore interno: Garrison Rochelle
- Prove svolte:
  - 1 Prova: Assolo "Bongo bong" (Garrison)
  - 2 Prova: Passo a due "Paradise circus" (Garrison)
  - 3 Prova: Passo a 2 "Ninguno me puede juzgar" (Garrison)
  - 4 Prova: Passo a 2 "The boy does nothing" (Garrison)
  - 5 Prova: Improvvisazione
- Superato (3 su 3)

### Settimana 12

#### 12ª puntata
Nella puntata di sabato 12 dicembre 2009 si è svolta l'undicesima sfida a squadre che ha visto vincitrice la squadra della Luna con un punteggio di 4 a 0.
Alla votazione per le esibizioni hanno preso parte i seguenti insegnanti e i seguenti discografici:
Canto
- Charlie Rapino
- Giuseppe Vessicchio
- Loretta Martinez
- Grazia Di Michele
- Sergio La Stella

Discografici
- Rudy Zerbi - Sony Music
- Marco Alboni - EMI
- Stefano Senardi - Sugar Music
- Marcello Balestra - Warner Music
- Alessandro Massara - Universal Music

Ballo
- Alessandra Celentano
- Giuseppe Carbone
- Kris
- Garrison Rochelle
- Steve La Chance
- Marco Garofalo
- Michele Villanova

Per la sfida sono state proposte le seguenti prove:
|           | 1 Prova: Canto | 1 Prova: Canto                                          | 1 Prova: Canto                                          | 2 Prova: Ballo | 2 Prova: Ballo             | 2 Prova: Ballo             | 3 Prova: Canto | 3 Prova: Canto                                 | 3 Prova: Canto                                 | 4 Prova: Ballo | 4 Prova: Ballo                 | 4 Prova: Ballo                 | 5 Prova: Canto | 5 Prova: Canto                              | 5 Prova: Canto                              |
| Oggetto:  |                | Granada (Matteo) Satisfaction - Rolling stones (Enrico) | Granada (Matteo) Satisfaction - Rolling stones (Enrico) |                | Assolo "Frozen" (Garrison) | Assolo "Frozen" (Garrison) |                | Insieme a te non ci sto più - Caterina Caselli | Insieme a te non ci sto più - Caterina Caselli |                | Assolo "Dreamworld" (Garrison) | Assolo "Dreamworld" (Garrison) |                | Please don't stop the rain - James Morrison | Please don't stop the rain - James Morrison |
| Sfidanti: | Matteo         | Enrico                                                  | Elena                                                   | Maddalena      | Loredana                   | Emma                       | Stefano        | Antonio                                        | Stefanino                                      | Angelo         |                                |                                |                |                                             |                                             |
| Voti:     | 5 + 1          | 1                                                       | 7                                                       | 1              | 5 + 1                      | 1                          | 4              | 3                                              | 2                                              | 3 + 1          |                                |                                |                |                                             |                                             |
| Esito:    | +1             | +1                                                      | +1                                                      | +1             | +1                         | +1                         | +1             | +1                                             | +1                                             | +1             |                                |                                |                |                                             |                                             |

In quanto squadra perdente, la squadra del Sole è risultata sfidabile e la commissione ha deciso di mandare in sfida il ballerino Nicolò. Lo sfidante presentato ha dichiarato però di voler sfidare tutti per cui la sfida è stata estesa a tutti i ballerini maschi della scuola.

#### Daytime
Durante la puntata di lunedì 14 dicembre 2009 la ballerina Maddalena è stata sottoposta all'esame di tre giudici esterni con il seguente esito:

#### Maddalena
- Commissari esterni: Luciano Cannito, Robert North, Irina Kolpakova
- Preparatore interno: Steve La Chance
- Prove svolte:
  - 1 Prova: Assolo "Safari" (Steve)
  - 2 Prova: Passo a 2 "Viva la vida" (Steve)
  - 3 Prova: Improvvisazione
  - 4 Prova: Assolo "Forever more" (Steve)
  - 5 Prova: Passo a 2 "La cura" (Steve)
- NON SUPERATO (2 su 3)

La ballerina Maddalena, visto l'esito negativo del suo esame, ha deciso di mettersi in discussione davanti alla commissione ottenendo un ulteriore esito negativo. Nella puntata pomeridiana di mercoledì 16 dicembre ha deciso di non abbandonare la scuola e di affrontare la sfida.
Nella puntata di venerdì 18 dicembre 2009 si è svolta la sfida tra la ballerina Maddalena e lo sfidante esterno Nicholas con il seguente esito:

#### Sfida: Maddalena VS Nicholas
- Commissario esterno: Mauro Mosconi
- Prove svolte:
  - 1 Prova: Cavallo di battaglia
  - 2 Prova: Cavallo di Battaglia
  - 3 Prova: Improvvisazione
- Vincitore: Nicholas

### Settimana 13

#### 13ª puntata
Nella puntata di sabato 19 dicembre 2009 si è svolta la sfida tra lo sfidante Rodrigo e i ballerini maschi della scuola, giudicata dalla commissione di ballo interna, con i seguenti esiti:
|           | 1 Sfida | 1 Sfida | 2 Sfida  | 2 Sfida | 3 Sfida | 3 Sfida | 4 Sfida | 4 Sfida | 5 Sfida | 5 Sfida |
| Sfidanti: | Michele | RODRIGO | Gabriele | RODRIGO | Stefano | RODRIGO | Nicolò  | RODRIGO | Antonio | RODRIGO |
| Voti:     | 1       | 6       | 0        | 7       | 2       | 5       | 0       | 7       | 1       | 6       |
| Esito:    | RODRIGO | RODRIGO | RODRIGO  | RODRIGO | RODRIGO | RODRIGO | RODRIGO | RODRIGO | RODRIGO | RODRIGO |

Il ballerino Rodrigo, non avendo perso nessuna sfida, è entrato a far parte della scuola prendendo il posto del ballerino Nicolò della squadra del Sole.
Nella stessa puntata si è svolta la dodicesima sfida a squadre che ha visto vincitrice la squadra del Sole con un punteggio di 2 a 1.
Alla votazione per le esibizioni hanno preso parte i seguenti insegnanti e i seguenti discografici:
Canto
- Charlie Rapino
- Giuseppe Vessicchio
- Loretta Martinez
- Grazia Di Michele
- Sergio La Stella

Discografici
- Rudy Zerbi - Sony Music
- Marco Alboni - EMI
- Stefano Senardi - Sugar Music
- Marcello Balestra - Warner Music
- Alessandro Massara - Universal Music

Ballo
- Alessandra Celentano
- Giuseppe Carbone
- Kris
- Garrison Rochelle
- Steve La Chance
- Marco Garofalo
- Michele Villanova

Per la sfida sono state proposte le seguenti prove:
|           | 1 Prova: Inedito | 1 Prova: Inedito                                       | 1 Prova: Inedito                                       | 2 Prova: Canto | 2 Prova: Canto                                  | 2 Prova: Canto                                  | 3 Prova: Ballo | 3 Prova: Ballo                    | 3 Prova: Ballo                    |
| Oggetto:  |                  | Una canzone pop - Pierdavide La vedova nera - Loredana | Una canzone pop - Pierdavide La vedova nera - Loredana |                | The power of love (Matteo) Maria Maria (Enrico) | The power of love (Matteo) Maria Maria (Enrico) |                | Passo a 2 "Oh Susanna" (Garrison) | Passo a 2 "Oh Susanna" (Garrison) |
| Sfidanti: | Pierdavide       | Loredana                                               | Matteo                                                 | Enrico         | Elena Stefano                                   | Borana Antonio                                  |                |                                   |                                   |
| Voti:     | 1                | 4 + 1                                                  | 4 + 1                                                  | 1              | 6                                               | 1                                               |                |                                   |                                   |
| Esito:    | +1               | +1                                                     | +1                                                     | +1             | +1                                              | +1                                              |                |                                   |                                   |

In quanto squadra perdente, la squadra della Luna è sottoposta per prima agli esami di sbarramento per l'accesso al serale.
Da questo momento è stato chiuso il televoto per la classifica di gradimento nella quale il cantante Matteo è risultato al primo posto ottenendo così l'accesso diretto alla fase serale del programma.

#### Daytime
Durante l'ultima settimana della fase iniziale si sono svolti gli esami di sbarramento per tutti i ragazzi della scuola e al termine dei quali sono stati stabiliti i nomi dei 14 ragazzi che hanno avuto accesso alla fase serale del programma. Gli esami sono stati valutati da due super-commissioni costituite per metà da commissari interni e metà da commissari esterni ovvero:
| SUPER-COMMISSIONE Canto                                                                | SUPER-COMMISSIONE Canto                                        | | SUPER-COMMISSIONE Ballo                                  | SUPER-COMMISSIONE Ballo |
| Charlie Rapino Giuseppe Vessicchio Loretta Martinez Grazia Di Michele Sergio La Stella | Luca Dondoni Marco Mangiarotti Romano Musumarra Paolo Giordano | Alessandra Celentano Giuseppe Carbone Kris Garrison Rochelle Steve La Chance Marco Garofalo Michele Villanova | Gheorghe Jancu Pablo Moret Luciano Cannito Mauro Mosconi |                         |

I 14 ragazzi scelti per accedere alla fase serale sono stati suddivisi equamente in due squadre in questo modo:
Squadra Bianca 
- Anna
- Pierdavide
- Davide  (Sostituito successivamente da Stefanino  in quanto colui si sia ritirato un giorno prima dalla prima puntata del serale).
- Emma
- Grazia
- Michele
- Stefano

Squadra Blu 
- Angelo
- Borana
- Rodrigo
- Elena
- Enrico
- Loredana
- Matteo

Non hanno quindi superato l'esame i cantanti Stefanino, Valeria e Arianna e i ballerini Antonio e Nicholas.
Viene fatta anche una Prova serale che ha visto vincitrice la squadra Blu con un punteggio di 5 a 1.
Alla votazione per le esibizioni hanno preso parte i seguenti insegnanti e i seguenti discografici:
Canto
- Charlie Rapino
- Giuseppe Vessicchio
- Loretta Martinez
- Grazia Di Michele
- Sergio La Stella

Discografici
- Rudy Zerbi - Sony Music
- Marco Alboni - EMI
- Stefano Senardi - Sugar Music
- Marcello Balestra - Warner Music
- Alessandro Massara - Universal Music

Ballo
- Alessandra Celentano
- Giuseppe Carbone
- Kris
- Garrison Rochelle
- Steve La Chance
- Marco Garofalo
- Michele Villanova
- Luciano Cannito (esterno)

Per la sfida sono state proposte le seguenti prove:
|           | 1 Prova: Canto | 1 Prova: Canto                   | 1 Prova: Canto                   | 2 Prova: Ballo | 2 Prova: Ballo                                                                | 2 Prova: Ballo                                                                | 3 Prova: Canto | 3 Prova: Canto                                                         | 3 Prova: Canto                                                         | 4 Prova: Ballo | 4 Prova: Ballo                                                                                    | 4 Prova: Ballo                                                                                    | 5 Prova: Canto | 5 Prova: Canto                                                                       | 5 Prova: Canto                                                                       | 6 Prova: Ballo | 6 Prova: Ballo                                                                          | 6 Prova: Ballo                                                                          |
| Oggetto:  |                | Ti amo - Loredana Davvero - Emma | Ti amo - Loredana Davvero - Emma |                | Assolo "Maledetto ciao" (Steve) - Elena Assolo "Realise" (Garrison) - Michele | Assolo "Maledetto ciao" (Steve) - Elena Assolo "Realise" (Garrison) - Michele |                | Con te partirò (Andrea Bocelli) - Matteo Caruso (Lucio Dalla) - Davide | Con te partirò (Andrea Bocelli) - Matteo Caruso (Lucio Dalla) - Davide |                | Passo a 2 "Virgin candel" (Celentano) - Borana Variazione "Lo schiaccianoci" (Villanova) - Grazia | Passo a 2 "Virgin candel" (Celentano) - Borana Variazione "Lo schiaccianoci" (Villanova) - Grazia |                | The greatest love of all (Whitney Houston) - Anna Se mi vuoi (Pino Daniele) - Angelo | The greatest love of all (Whitney Houston) - Anna Se mi vuoi (Pino Daniele) - Angelo |                | Coda del "Don Chisciotte" (Celentano) - Rodrigo Assolo "Terra Mia" (Garrison) - Stefano | Coda del "Don Chisciotte" (Celentano) - Rodrigo Assolo "Terra Mia" (Garrison) - Stefano |
| Sfidanti: | Emma           | Loredana                         | Elena                            | Michele        | Davide                                                                        | Matteo                                                                        | BORANA         | Grazia                                                                 | Anna                                                                   | Angelo         | RODRIGO                                                                                           | Stefano                                                                                           |                |                                                                                      |                                                                                      |                |                                                                                         |                                                                                         |
| Voti:     | 2 + 2          | 3 + 3                            | 5                                | 2+1            | 2 + 1                                                                         | 3 + 4                                                                         | 6              | 1+1                                                                    | 3 + 4                                                                  | 2 + 1          | 5                                                                                                 | 2 + 1                                                                                             |                |                                                                                      |                                                                                      |                |                                                                                         |                                                                                         |
| Esito:    | +1             | +1                               | +1                               | +1             | +1                                                                            | +1                                                                            | +1             | +1                                                                     | +1                                                                     | +1             | +1                                                                                                | +1                                                                                                |                |                                                                                      |                                                                                      |                |                                                                                         |                                                                                         |

## Classifica di gradimento
Legenda:
     Immune/Accede al serale
     New Entry
     Eliminato/a
     Sospeso/Espulso/Ritirato
     Componente Squadra del 
     Componente Squadra della 
| 1º  | Matteo              | Matteo              | Stabile | Matteo              | Stabile | Matteo              | Stabile | Matteo              | Stabile | Matteo              | Stabile | Matteo              | Stabile | Matteo              | Stabile | Matteo              | Stabile | Matteo              | Stabile | Matteo              | Stabile | Matteo              | Stabile | 1º  |
| 2º  | Arianna             | Elena               | +2      | Elena               | Stabile | Elena               | Stabile | Davide              | +4      | Enrico              | +14     | Michele             | +8      | Davide              | +6      | Nicolò              | +15     | Elena               | +3      | Nicolò              | +4      | Davide              | +8      | 2º  |
| 3º  | Valeria Caposquadra | Arianna             | -1      | Arianna             | Stabile | Stella              | +6      | Michele             | +7      | Davide              | -1      | Elena               | +1      | Elena               | Stabile | Enrico              | +2      | Davide              | +1      | Elena               | -1      | Elena               | Stabile | 3º  |
| 4º  | Elena               | Davide              | +6      | Davide              | Stabile | Denis               | +2      | Elena               | -2      | Elena               | Stabile | Arianna             | +8      | Gabriele            | +12     | Davide              | -2      | Arianna             | +2      | Antonio             | +12     | Enrico Caposquadra  | +1      | 4º  |
| 5º  | Pierdavide          | Rosolino            | -2      | Januaria            | +6      | Stefanino           | +17     | Loredana            | +6      | Loredana            | Stabile | Stefano             | +8      | Enrico              | +6      | Elena               | -2      | Emma                | +10     | Enrico              | +5      | Arianna             | +1      | 5°  |
| 6°  | Stella              | Denis               | +1      | Denis               | Stabile | Davide              | -2      | Stefanino           | -1      | Emma                | +4      | Loredana            | -1      | Loredana            | Stabile | Arianna             | +2      | Nicolò              | -4      | Arianna             | -2      | Loredana            | +8      | 6º  |
| 7º  | Rosolino            | to Loredana         | +7      | Loredana            | Stabile | Arianna             | -4      | Arianna             | Stabile | Riccardo            | +11     | Anna                | +1      | Michele             | -5      | Loredana            | -1      | Loredana            | Stabile | Stefanino           | +4      | Michele             | +6      | 7º  |
| 8º  | Januaria            | Stella              | -2      | Pierdavide          | +1      | Pierdavide          | Stabile | Gabriele            | +13     | Anna                | +12     | Davide              | -5      | Arianna             | -4      | Stefano             | +8      | William             | +4      | Emma                | -3      | Pierdavide          | +4      | 8º  |
| 9º  | Enrico Caposquadra  | Pierdavide          | -4      | Stella              | -1      | Nicolo'             | +9      | Pierdavide          | -1      | Stefanino           | -3      | Pierdavide          | +7      | Antonio             | +11     | Anna                | +5      | Michele             | +7      | Maddalena           | +9      | Angelo              | +2      | 9º  |
| 10º | Davide              | Valeria Caposquadra | +2      | Valeria Caposquadra | Stabile | Michele             | +7      | Emma                | +6      | Michele             | -7      | William             | +9      | Pierdavide          | -1      | Antonio             | -1      | Enrico Caposquadra  | -7      | Davide              | -7      | Emma                | -2      | 10º |
| 11º | Michele             | Yanuaria            | -3      | Enrico Caposquadra  | +2      | Loredana            | -4      | Valeria Caposquadra | +2      | Gabriele            | -3      | Enrico Caposquadra  | -9      | Emma                | +3      | Pierdavide          | -1      | Stefanino           | +2      | Angelo              | NE      | Antonio             | -7      | 11° |
| 12° | Denis               | Stefano             | +4      | Stefano             | Stabile | Januaria            | -7      | Nicolo'             | -3      | Arianna             | -5      | Nicolo'             | +5      | William             | -2      | William             | Stabile | Gabriele            | +8      | Pierdavide          | +1      | Anna                | +6      | 12º |
| 13º | Nicolo'             | Enrico Caposquadra  | -4      | Emma                | +5      | Valeria Caposquadra | -3      | William             | +5      | Stefano             | +2      | Stefanino           | -4      | Stefanino           | Stabile | Stefanino           | Stabile | Pierdavide          | -2      | Michele             | -4      | Gabriele            | +2      | 13° |
| 14° | Loredana            | to Giorgio          | +1      | Riccardo            | +1      | Maddalena           | +2      | Borana              | +5      | Valeria Caposquadra | -3      | Emma                | -8      | Anna                | -7      | Valeria Caposquadra | +1      | Anna                | -5      | Loredana            | -7      | Stefanino           | -7      | 14° |
| 15° | Giorgio             | Riccardo            | +3      | Giorgio             | -1      | Riccardo            | -1      | Stefano             | +2      | Maddalena           | +4      | Valeria Caposquadra | -1      | Valeria Caposquadra | Stabile | Emma                | -4      | Stefano             | -7      | Gabriele            | -3      | Valeria Caposquadra | +1      | 15° |
| 16° | Stefano             | Michele             | -5      | Maddalena           | +4      | Emma                | -3      | Enrico Caposquadra  | +4      | Pierdavide          | -7      | Gabriele            | -5      | Stefano             | -11     | Michele             | -9      | Antonio             | -6      | Valeria Caposquadra | +1      | Stefano             | +1      | 16º |
| 17º | William             | to Nicolo'          | -4      | Michele             | -1      | Stefano             | -5      | Grazia              | +5      | Nicolo'             | -5      | Borana              | +3      | Nicolo'             | -5      | Maddalena           | +1      | Valeria Caposquadra | -3      | Stefano             | -2      | Borana              | +2      | 17º |
| 18º | Riccardo            | Emma                | +1      | Nicolo'             | -1      | William             | +1      | Riccardo            | -3      | Grazia              | -1      | Maddalena           | -3      | Maddalena           | Stabile | Grazia              | +2      | Maddalena           | -1      | Anna                | -4      | Nicholas            | NE      | 18º |
| 19º | Emma                | to William          | -2      | William             | Stabile | Borana              | +1      | Maddalena           | -5      | William             | -6      | Grazia              | -1      | Borana              | -2      | Borana              | Stabile | Borana              | Stabile | Borana              | Stabile | Grazia              | +1      | 19º |
| 20º | Grazia              | Maddalena           | +1      | Borana              | +1      | Enrico Caposquadra  | -9      | Anna                | NE      | Borana              | -6      | Antonio             | NE      | Grazia              | -1      | Gabriele            | -16     | Grazia              | -2      | Grazia              | Stabile | Rodrigo             | NE      | 20º |
| 21º | Maddalena           | Borana              | +1      | Grazia              | +1      | Gabriele            | NE      |                     |         |                     |         |                     |         |                     |         |                     |         |                     |         |                     |         |                     |         |     |
| 22º | Borana              | Grazia              | -2      | Stefanino           | NE      |                     |         |                     |         |                     |         |                     |         |                     |         |                     |         |                     |         |                     |         |                     |         |     |

### Classifica di gradimento WEB
Questa classifica non influisce sull'andamento della trasmissione.
Inoltre,la classifica presenta solo i primi dieci allievi preferiti dal pubblico su Internet,di settimana in settimana.
- Matteo  nell'ultima classifica,non è rientrato nei votabili dal pubblico,poiché già qualificato al Serale.

| 1º  | Matteo     | to Loredana | +1 | Loredana   | Stabile | Loredana   | Stabile | PIERDAVIDE | +1 | Loredana   | +1      | Loredana   | Stabile | Loredana   | Stabile | Loredana   | Stabile | Emma       | +2      | PIERDAVIDE | +2 | Elena      | +6      | 1º  |
| 2º  | Loredana   | Michele     | +8 | Matteo     | +1      | Pierdavide | +1      | Loredana   | -1 | Davide     | +2      | Matteo     | +1      | Enrico     | +1      | Pierdavide | +1      | Arianna    | +6      | Loredana   | +2 | Emma       | +1      | 2º  |
| 3º  | Valeria    | Matteo      | -2 | Pierdavide | +1      | Matteo     | -1      | Elena      | +3 | Matteo     | +2      | Enrico     | +1      | Pierdavide | +5      | Emma       | +2      | Pierdavide | -1      | Emma       | -2 | Stefano    | +3      | 3º  |
| 4º  | Elena      | Pierdavide  | +1 | Michele    | -2      | Enrico     | NE      | Davide     | +3 | Enrico     | RE      | Elena      | +5      | Michele    | +1      | Stefano    | +2      | Loredana   | -3      | Michele    | +3 | Pierdavide | -3      | 4º  |
| 5º  | Pierdavide | Davide      | +1 | Nicolo'    | NE      | Michele    | -1      | Matteo     | -2 | Pierdavide | -4      | Michele    | +5      | Emma       | +2      | Michele    | -1      | Davide     | +5      | Matteo     | +5 | Loredana   | -3      | 5°  |
| 6°  | Davide     | Elena       | -2 | Davide     | -1      | Elena      | +4      | Stefano    | RE | Stefano    | Stabile | Stefano    | Stabile | Stefano    | Stabile | Nicolo'    | RE      | Nicolò     | Stabile | Stefano    | RE | Enrico     | RE      | 6º  |
| 7º  | Arianna    | Emma        | NE | Emma       | Stabile | Davide     | -1      | Michele    | -2 | Anna       | NE      | Emma       | RE      | Antonio    | NE      | Enrico     | -5      | Michele    | -2      | Elena      | +1 | Anna       | +2      | 7º  |
| 8º  | Stefano    | Arianna     | -1 | Stefanino  | NE      | William    | NE      | Arianna    | RE | Stefanino  | RE      | Pierdavide | -3      | Matteo     | -6      | Arianna    | RE      | Elena      | RE      | Davide     | -3 | Davide     | Stabile | 8º  |
| 9º  | Rosolino   | Valeria     | -6 | Arianna    | -1      | Grazia     | NE      | Gabriele   | NE | Elena      | -6      | Davide     | -7      | Anna       | RE      | Matteo     | -1      | Valeria    | RE      | Anna       | RE | Borana     | RE      | 9º  |
| 10º | Michele    | Riccardo    | NE | Elena      | -4      | Borana     | NE      | Maddalena  | NE | Michele    | -3      | Arianna    | RE      | Davide     | -1      | Davide     | Stabile | Matteo     | -1      | Angelo     | NE | Grazia     | RE      | 10º |

## Ascolti
| Puntata | Messa in onda     | Telespettatori | Share  | Fonti  |
| ------- | ----------------- | -------------- | ------ | ------ |
| 1       | 26 settembre 2009 | 3 808 000      | 27,20% | [ 6 ]  |
| 2       | 3 ottobre 2009    | 3 841 000      | 28,20% | [ 7 ]  |
| 3       | 10 ottobre 2009   | 3 729 000      | 27,38% | [ 8 ]  |
| 4       | 17 ottobre 2009   | 3 866 000      | 26,95% | [ 9 ]  |
| 5       | 24 ottobre 2009   | 3 815 000      | 26,72% | [ 10 ] |
| 6       | 31 ottobre 2009   | 3 619 000      | 25,96% | [ 11 ] |
| 7       | 7 novembre 2009   | 3 735 000      | 25,68% | [ 12 ] |
| 8       | 14 novembre 2009  | 3 673 000      | 23,76% | [ 13 ] |
| 9       | 21 novembre 2009  | 3 782 000      | 26,00% | [ 14 ] |
| 10      | 28 novembre 2009  | 3 884 000      | 26,61% | [ 15 ] |
| 11      | 5 dicembre 2009   | 3 689 000      | 25,13% | [ 16 ] |
| 12      | 12 dicembre 2009  | 3 844 000      | 26,79% | [ 17 ] |
| 13      | 19 dicembre 2009  | 4 050 000      | 25,98% | [ 18 ] |
| Media   | Media             | 3 795 000      | 26,33% |        |

### Ascolti giornalieri
In questa tabella sono indicati i risultati in termini di ascolto della striscia quotidiana andata in onda dal lunedì al venerdì su Canale 5 dalle 16:15 alle 16:50.

| Canale 5          | Settimana 1    | Settimana 2    | Settimana 3    | Settimana 4    |
| ----------------- | -------------- | -------------- | -------------- | -------------- |
| Lunedì            | 1.604m 20,04%  | 1.577m 19,82%  | 2.011m 22,11%  | 1.699m 19,49%  |
| Martedì           | 1 552m 19,90%  | 1 590m 20,66%  | 1 612m 20,03%  | 1 736m 20,35%  |
| Mercoledì         | 1 537m 19,74%  | 1 449m 19,45%  | 1 392m 16,52%  | 1 736m 19,99%  |
| Giovedì           | 1 506m 18,94%  | 1 456m 18,85%  | ? ???m ??,??%  | 1 928m 20,72%  |
| Venerdì           | ? ???m ??,??%  | 1 869m 21,82%  | 1 713m 19,71%  | 1 791m 18,54%  |
| Domenica          | non va in onda | non va in onda | non va in onda | non va in onda |
| Media Settimanale | 1 550m 19,66%  | 1 588m 20,12%  | 1 682m 19,59%  | 1 776m 19,82%  |
| Media Finale      | 1 649m 19,80%  | 1 649m 19,80%  | 1 649m 19,80%  | 1 649m 19,80%  |

## La sigla
La sigla è un medley di alcune canzoni di Michael Jackson: You Are Not Alone, Don't Stop 'Til You Get Enough e Heal the World. La prima e l'ultima canzone erano cantate dai ragazzi. Non ci sono state molte varianti di questa sigla:
- Dal 17/10/09 Stefanino sostituisce Rosolino (eliminato).
- Il 21/10/09 Stefano sostituisce Giorgio (eliminato) nel moon walk.
- Dal 24/10/09 Gabriele sostituisce Giorgio nel moon walk.
- Il 29/10/09, Januaria sostituisce Denis (eliminato), Enrico sostituisce Januaria, canta la parte affidatagli precedentemente in duetto con Arianna e William sostituisce Matteo (malato).
- Il 31/10/09 Anna sostituisce Januaria (eliminata) e William sostituisce Matteo (malato).
- Dal 5/12 /09  Angelo sostituisce William (eliminato).

Gli altri ballerini entrati tramite sfida non comportano cambiamenti sostanziali alla sigla. 
Per la fase serale si sono distinte due sigle: Satisfaction per la squadra Bianca e Imagine per la squadra Blu.